# マイントピア別子
マイントピア別子（マイントピアべっし）は、愛媛県新居浜市にある別子銅山の施設跡などを利用したテーマパークである。道の駅マイントピア別子を併設する。
最後の採鉱本部が置かれていた端出場（はでば）地区を開発した端出場ゾーンと、最盛期の拠点であった東平（とうなる）地区を開発した東平ゾーンがある。

## 地区

### 端出場ゾーン

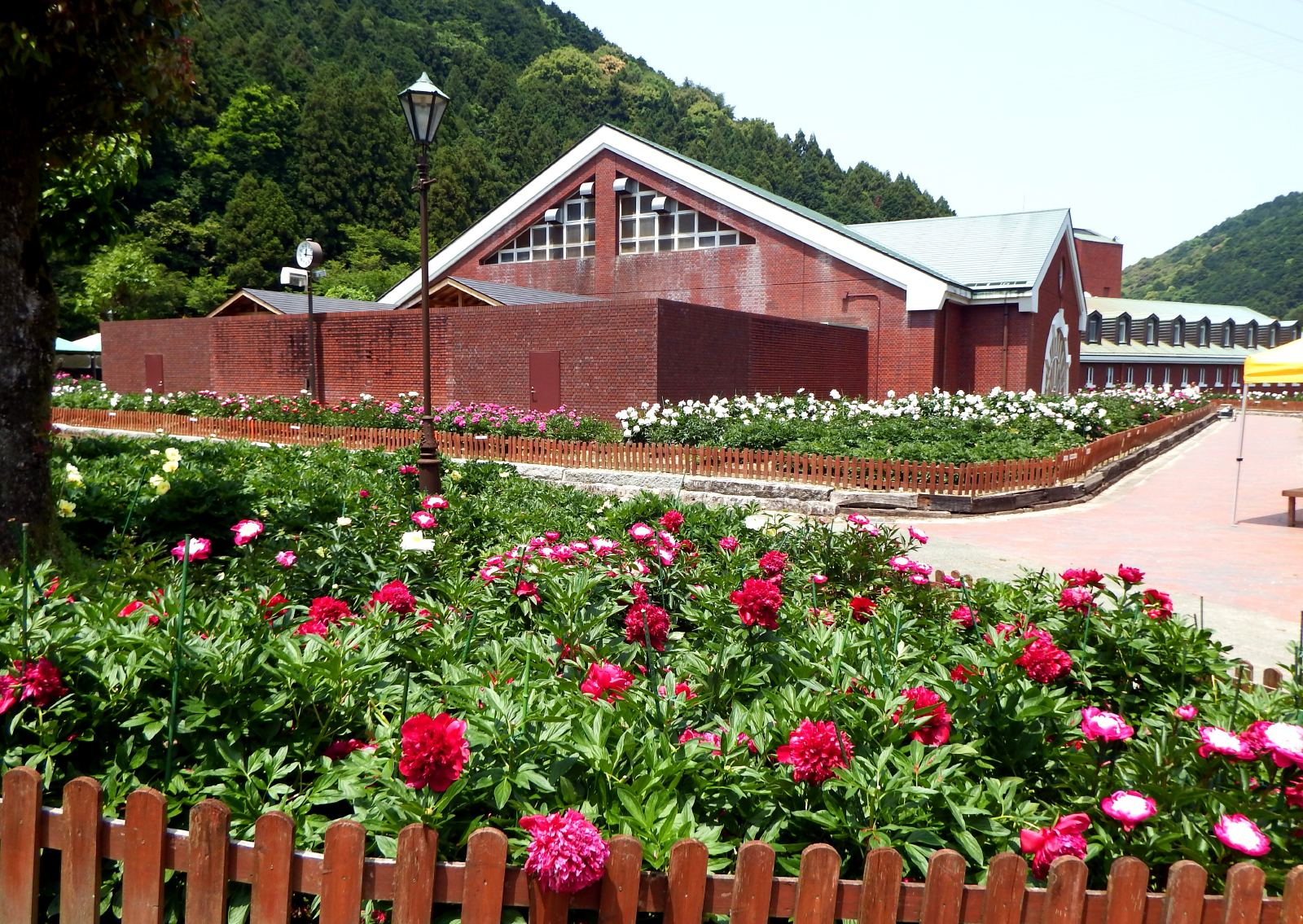
マイントピア別子の本館

#### 施設
国領川上流部（別子ライン）のほぼ真ん中にあり、新居浜市街から川沿いの愛媛県道47号新居浜別子山線を通って立川町集落を抜け、斜張橋「端出場大橋」を渡ったエリアに広がる。本館には別子温泉～天空の湯～、キッズパーク、飲食・土産物コーナー、子供太鼓台展示・イベント展示場などがある。
本館2階の「端出場駅」から約400 mの観光鉄道が開設されており、片道3〜4分で鉱山観光エリアと行き来できる。このエリアでは、旧火薬庫を改造して作られた観光坑道（長さ333 m）内に、江戸時代と近代の、別子銅山の様子が再現されている。観光鉄道に使用されている蒸気機関車は住友別子鉱山鉄道で走っていた蒸気機関車「別子1号」をやや小さく復元した電気駆動式のものである。鉱山鉄道で実際に走っていた蒸気機関車は別子銅山記念館の玄関前に静態展示されている。2019年3月1日、観光列車がリニューアルされ、カゴ車や人車が連結され、より本物に近い列車となった。
屋外にはこの他、砂金採り場やバーベキュー食堂、季節の花園・芝生広場、イベント場などがあるマイントピア別子の中核である。
花園の種類：ソシンロウバイ、山桜、里桜、染井吉野、ミツマタ、サンシュユ（山茱萸）、シャクヤク（5月）、カラー、金糸梅、マリーゴールド、サルビア（5月）。アジサイ（6月）、カノコユリ（7月）など

#### 歴史
1991年（平成3年）6月5日、端出場ゾーンが銅山のテーマパークとしてオープンした。この地はかつて、別子銅山の最後となった採鉱本部が1930年（昭和5年）に東平から移って来た所である。1893年（明治26年）に下部鉄道の始発駅が完成した頃から、1973年（昭和48年）に閉山するまで、別子銅山の中継地点から採掘現場になり、常に重要な地位を占めていた。

#### 史跡
- 泉寿亭の賓客用玄関と特別室の1室：1937年（昭和12年）に北新町に建設されたものを、1991年（平成3年）に移築した建物[4]。2009年（平成21年）8月7日には「旧泉寿亭特別室棟」として登録有形文化財に登録された。京風数寄屋造。中に自由に入って観覧できる。
- 旧端出場水力発電所：1912年（明治45年）完成。2011年（平成23年）1月26日には登録有形文化財に登録された。発電機などがそのまま残っていて、2023年3月28日より無料で内部の一般公開をしている。
- 水圧鉄管跡：銅山川から鉱山用トンネルの日浦通洞と第三通洞を通じ石ヶ山丈貯水槽から236本の鉄管により当時東洋一の落差597.18mを実現し上記発電所に繋げて少ない流量でも大容量の発電をした[5]。
- 旧別子鉱山鉄道端出場鉄橋「足谷川鉄橋」[6]：打除鉄橋（うちよけてっきょう）とも云う。対岸と約60度ずれたドイツハーコート社のピントラス橋。1893年（明治26年）建設。2009年（平成21年）8月7日に登録有形文化財に登録された。観光鉄道として現在も使用中。
- 旧別子鉱山鉄道端出場隧道[7]：中尾トンネルで知られ、長さ92.55m幅員3m。2009年（平成21年）8月7日に登録有形文化財に登録された。観光鉄道として現在も使用中。
- 端出場貯鉱庫跡：1919年（大正8年）完成。駐車場のすぐ脇にある。
- 第四通洞：標高156m。1915年（大正4年）完成。長さ4596m。夏は内部から冷たい風が吹き出ている。さらに探索通洞に通じることにより筏津第二斜坑を経て全延長約10kmで筏津に行くことも可能になった。
- 大斜坑・粗鉱ビン跡：1910年（昭和43年）9月完成の大斜坑の斜度は約15度であり、延長距離は4455メートル、海面下約1000メートルに達した。そこから採掘された粗鉱は4000tの能力がある粗鉱ビンに一時貯鉱された。粗鉱ビンは対岸の山の中腹に見えるが、その左にある大斜坑口は草木で埋もれ見えない。
- 下部鉄道跡：東平から索道で下ろされた鉱石は、ここ端出場から下部鉄道で星越に運ばれた。
- 鹿森社宅：北側の大駐車場から鉄道跡をくぐって15分上がると、全盛期には約300戸約1300人の社員と家族が暮した社宅がある。社宅は1916年（大正5年）以降に建てられ、1970年（昭和45年）3月に閉鎖された[8]。別子銅山関連に残る最大の石積で斜面に造られた社宅群の中央には277段の石段が上まで延びる。

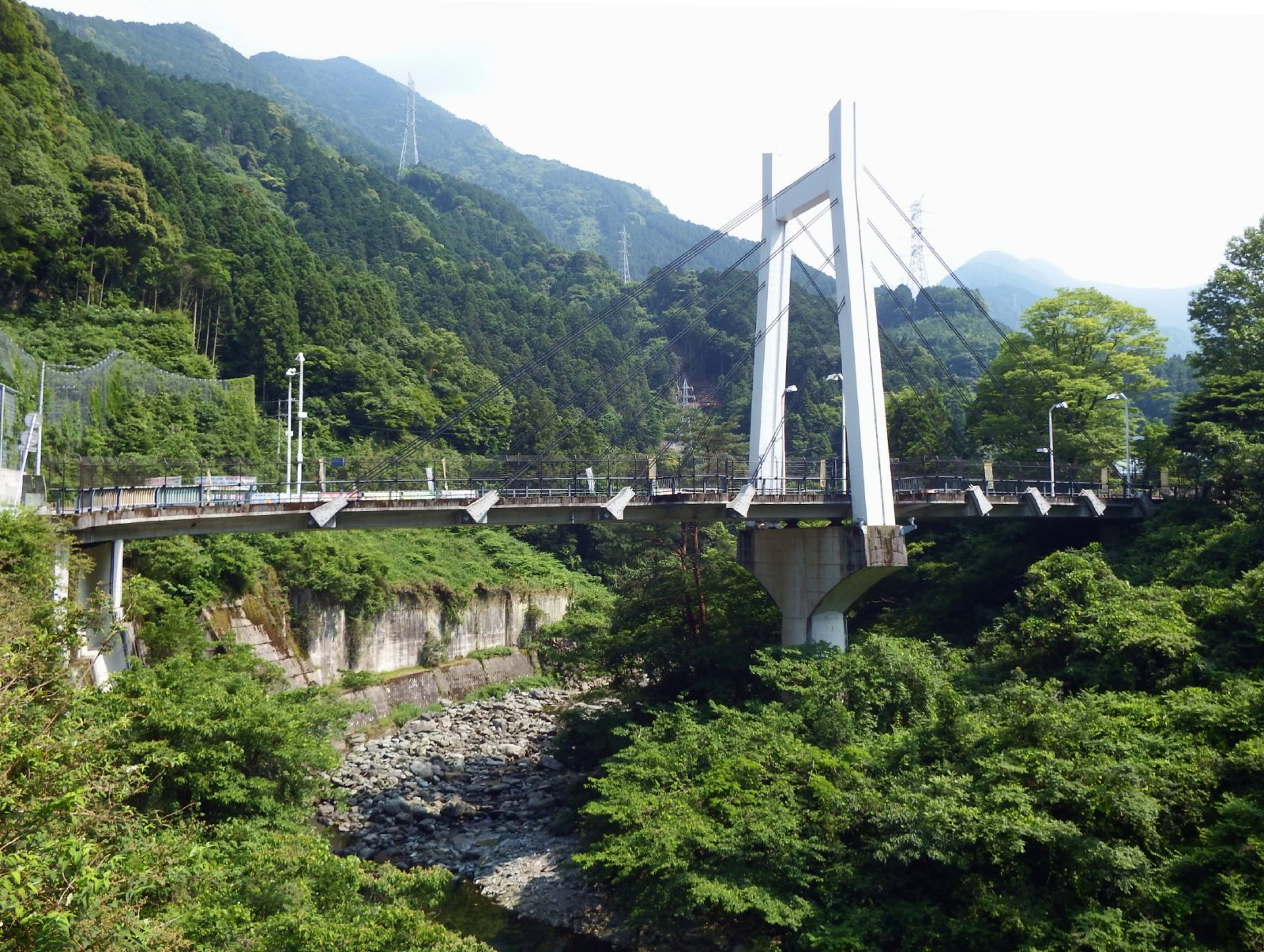
端出場大橋
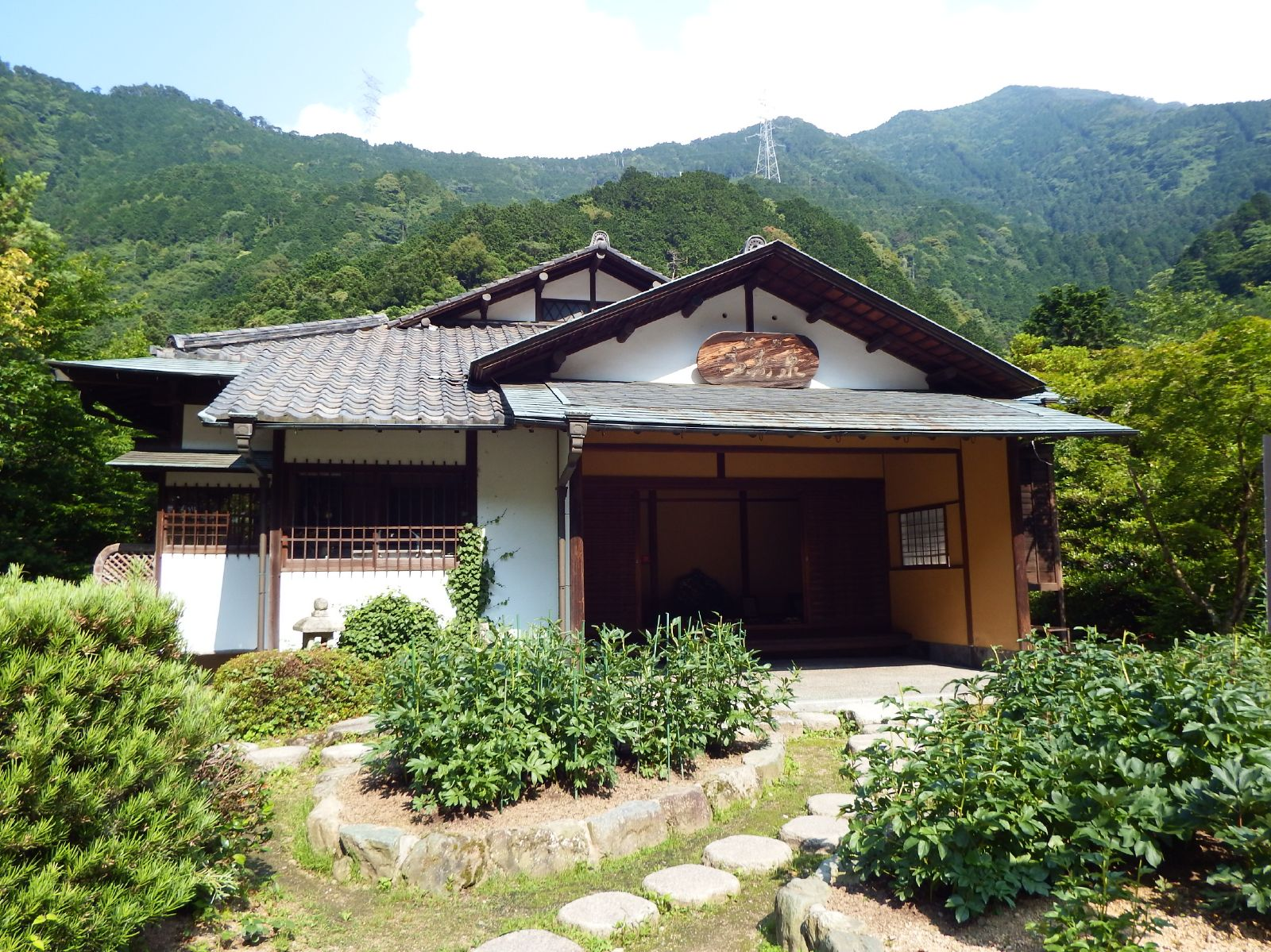
泉寿亭
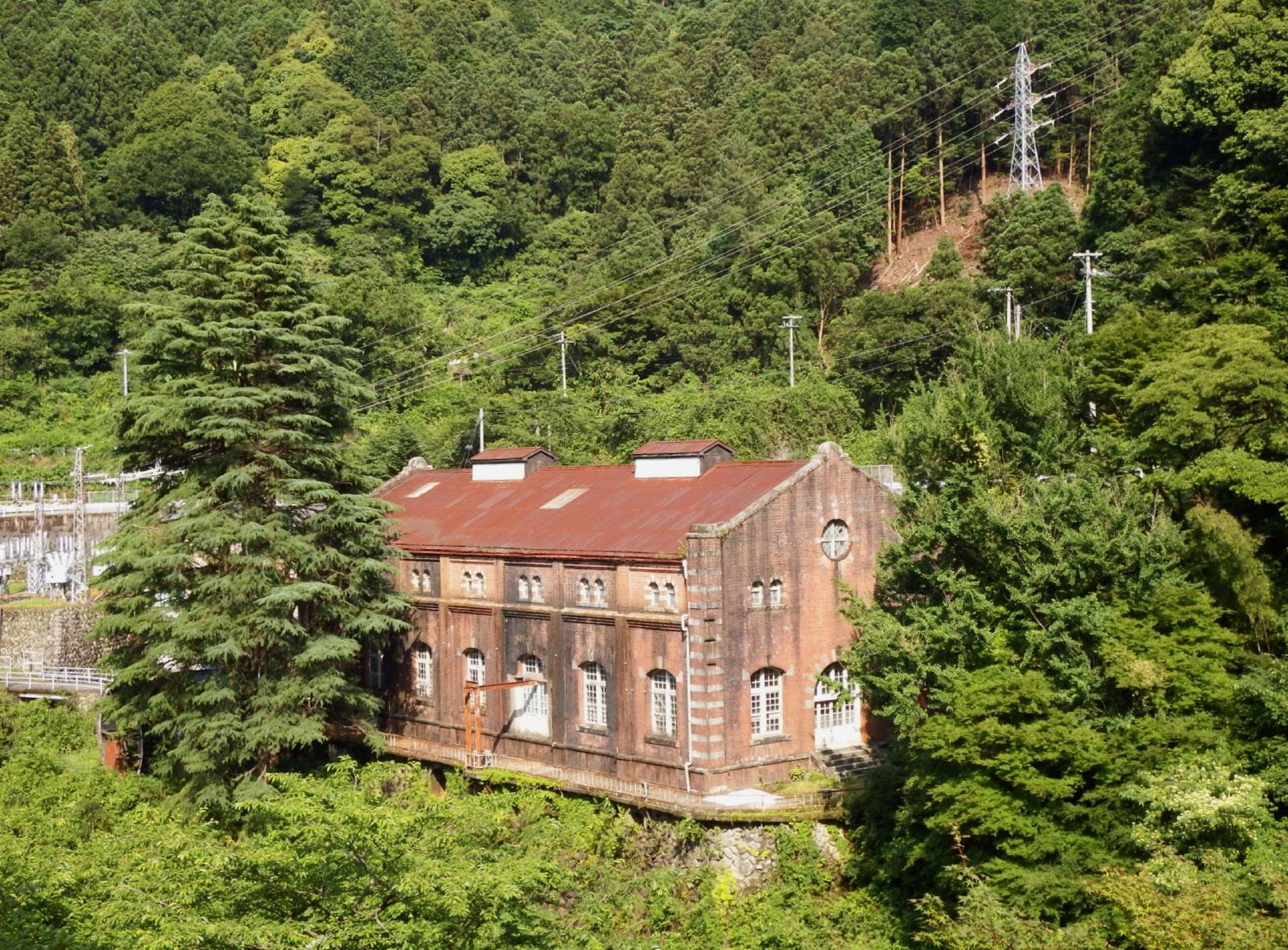
旧端出場水力発電所
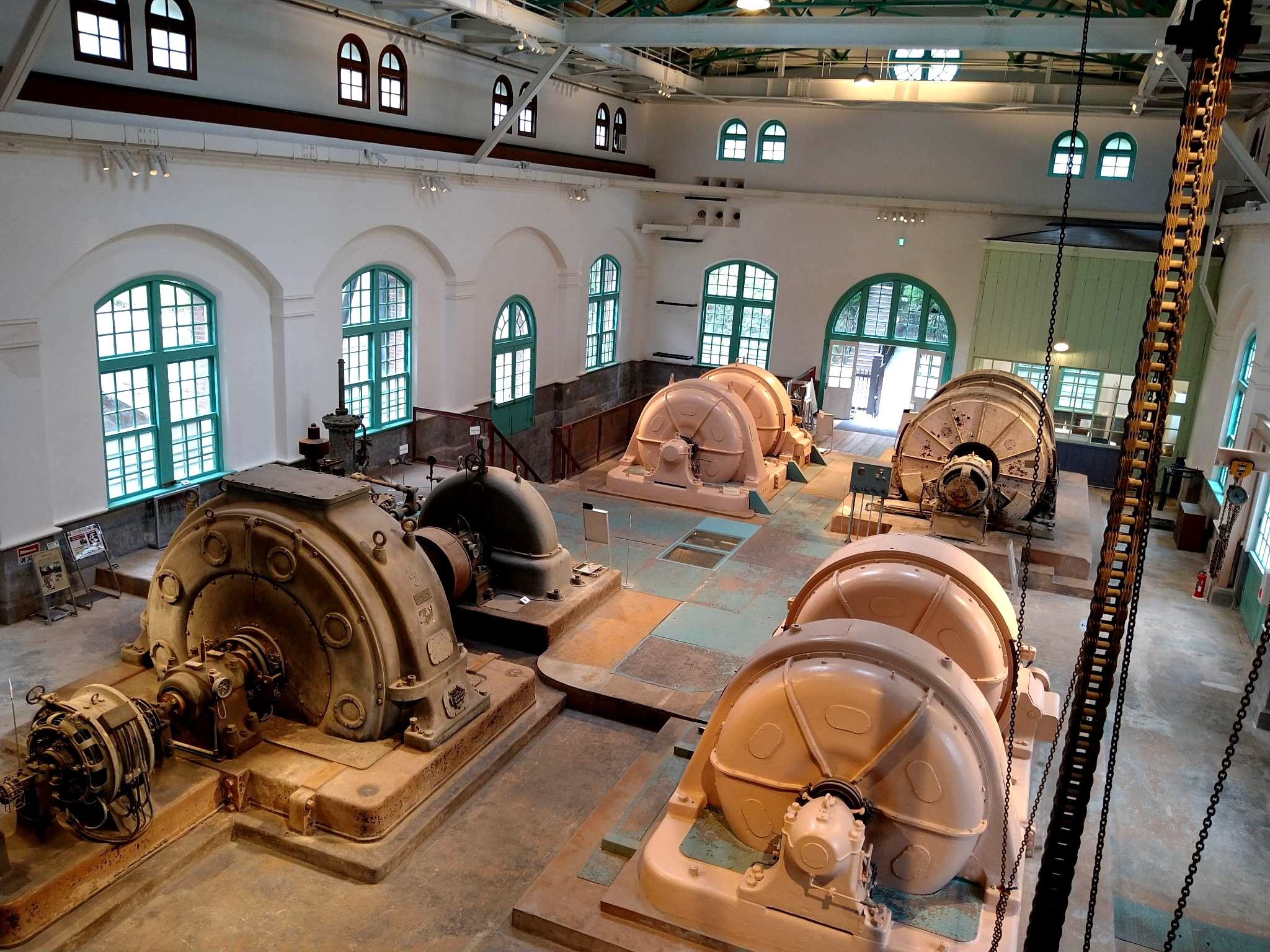
旧端出場水力発電所の内部
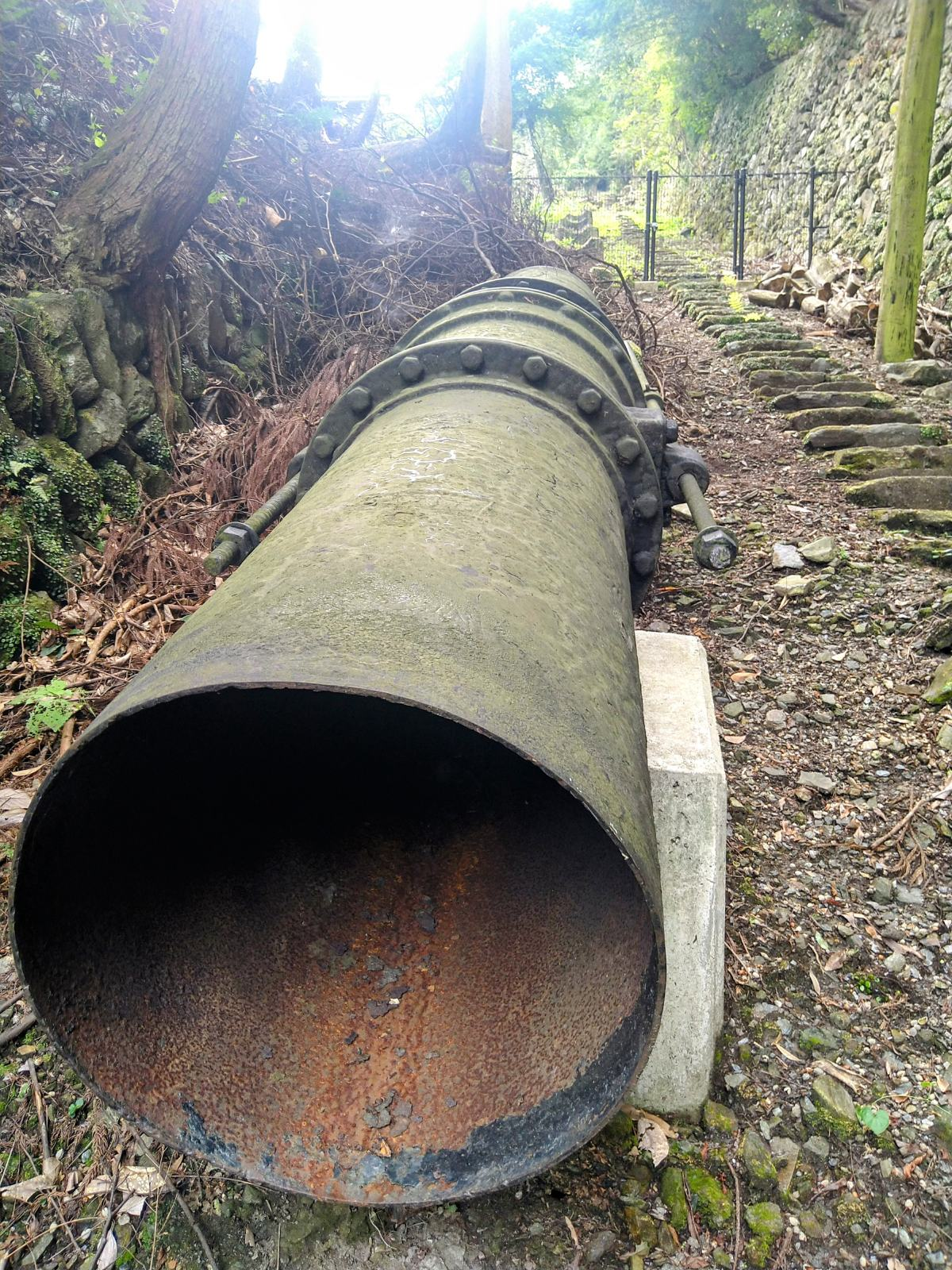
水圧鉄管跡
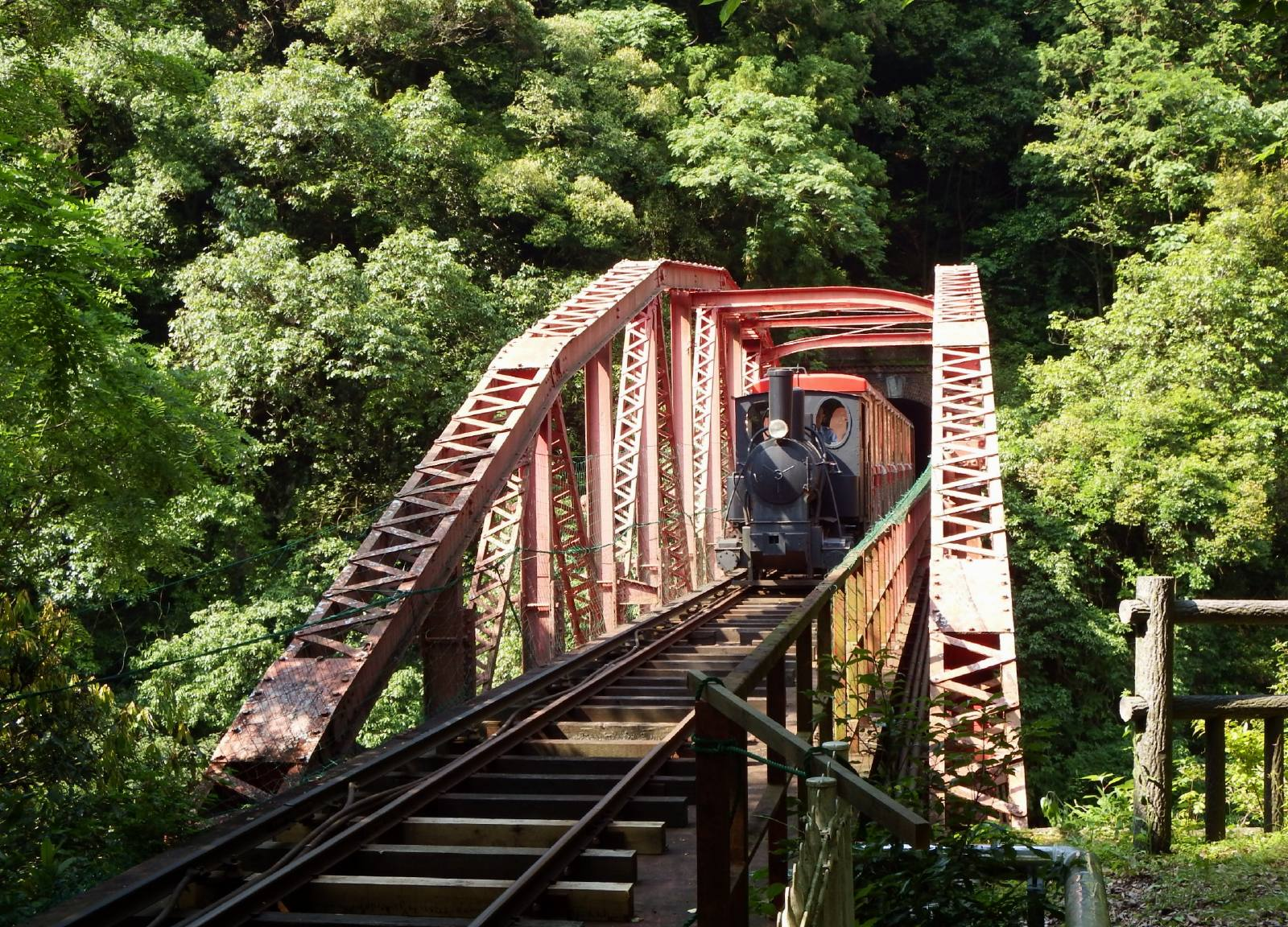
中尾トンネルを抜け打除鉄橋を走る別子1号
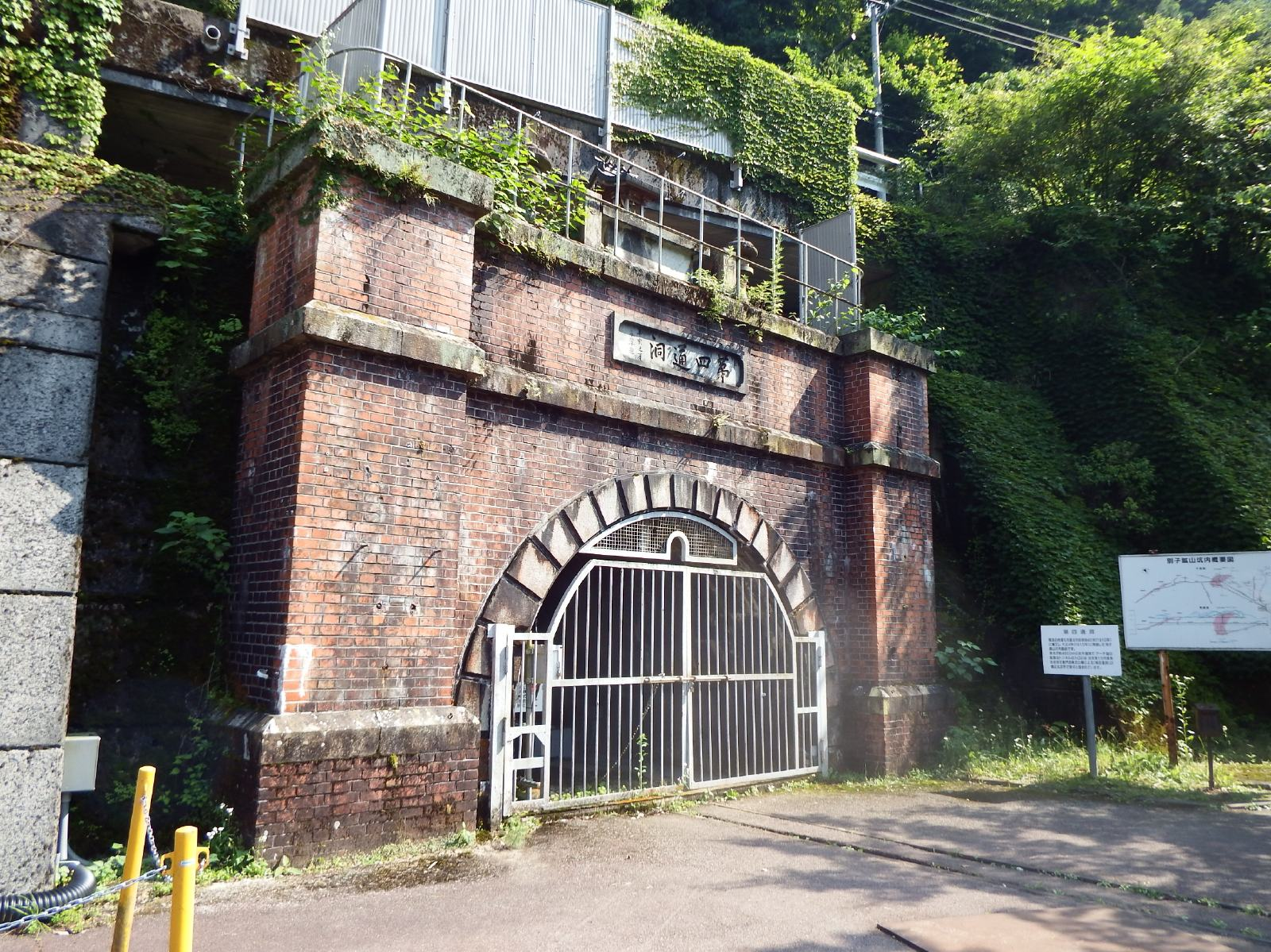
第四通洞
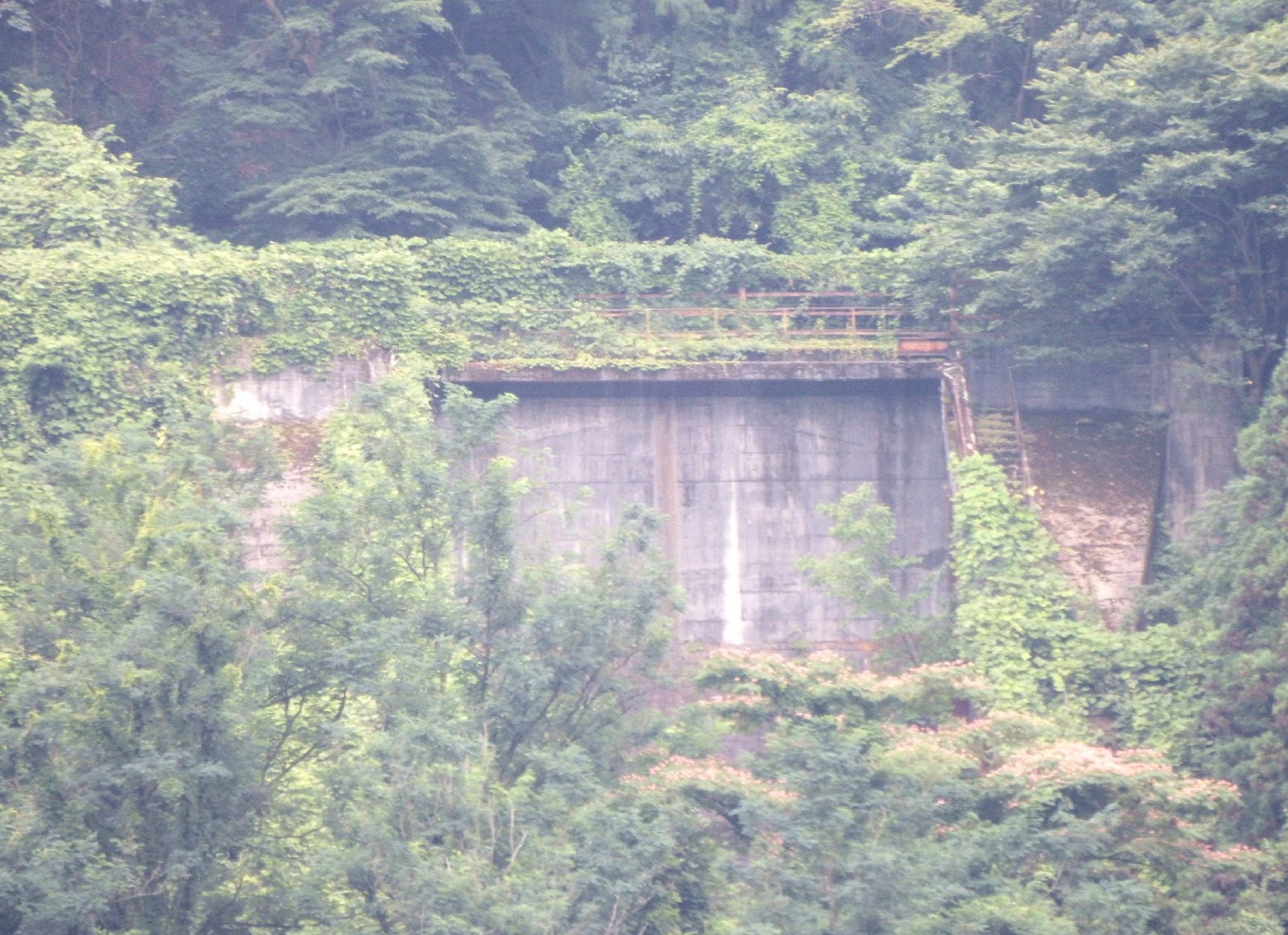
大斜坑・粗鉱ビン跡
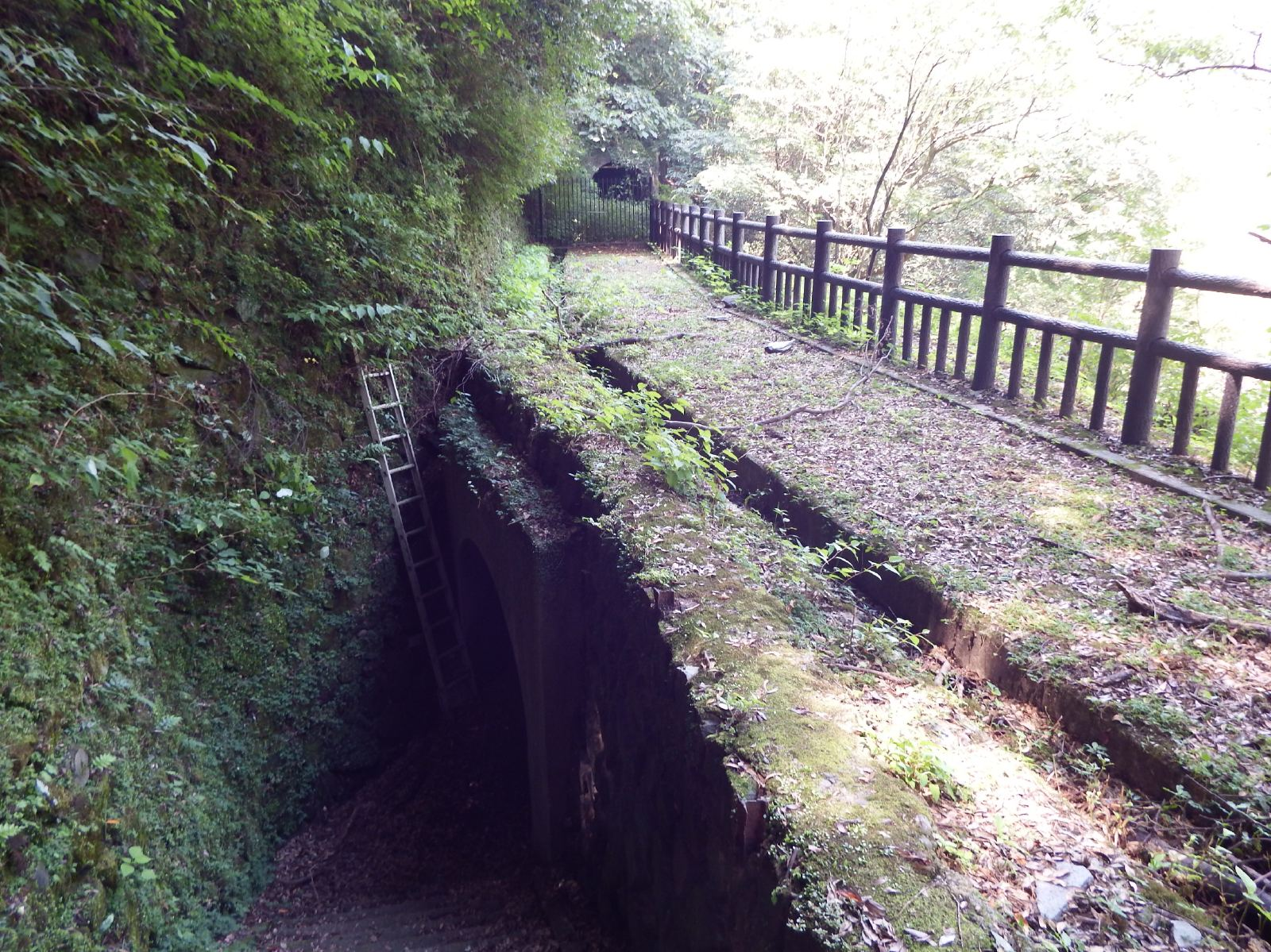
下部鉄道跡
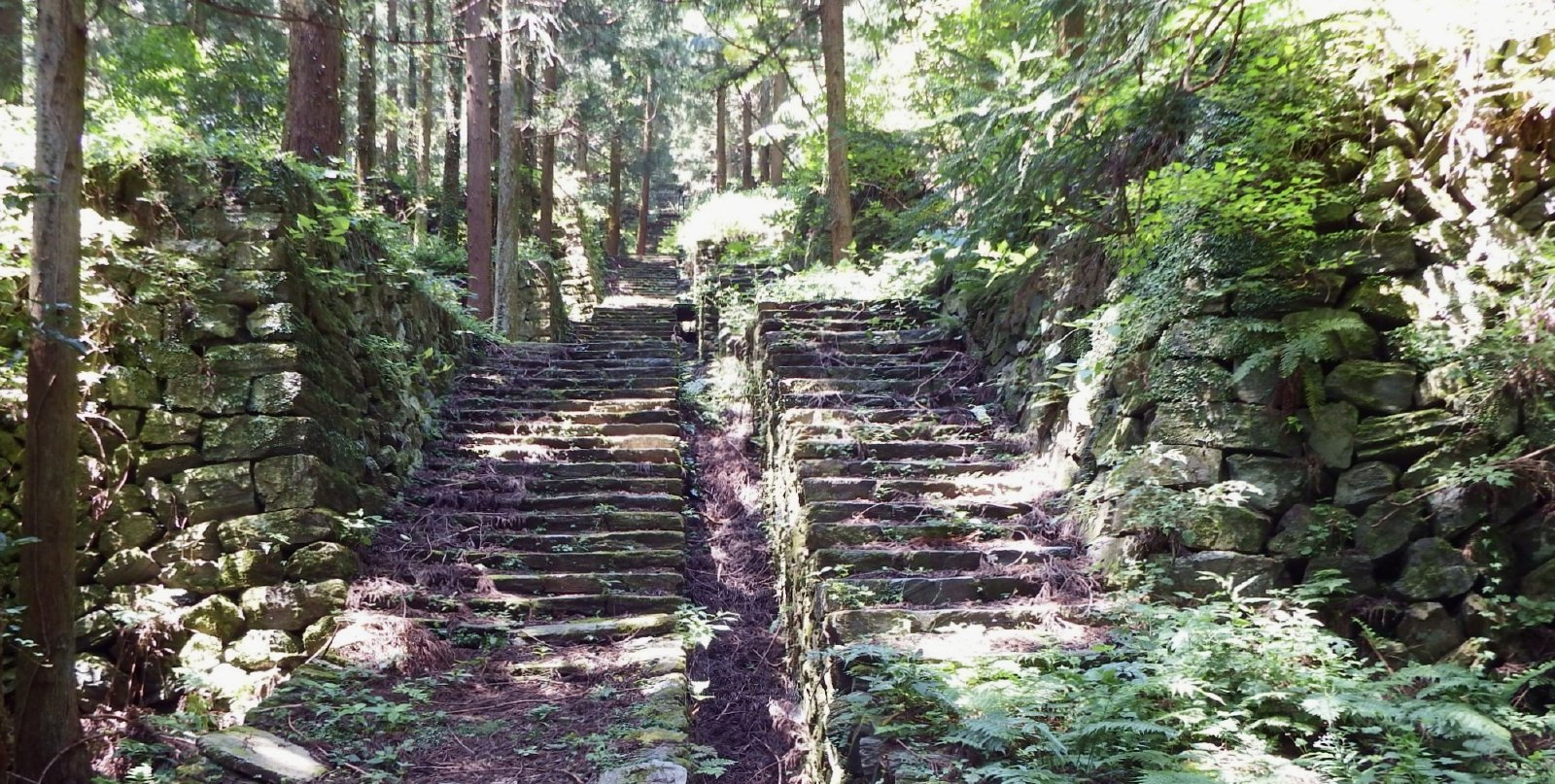
鹿森社宅の中央階段
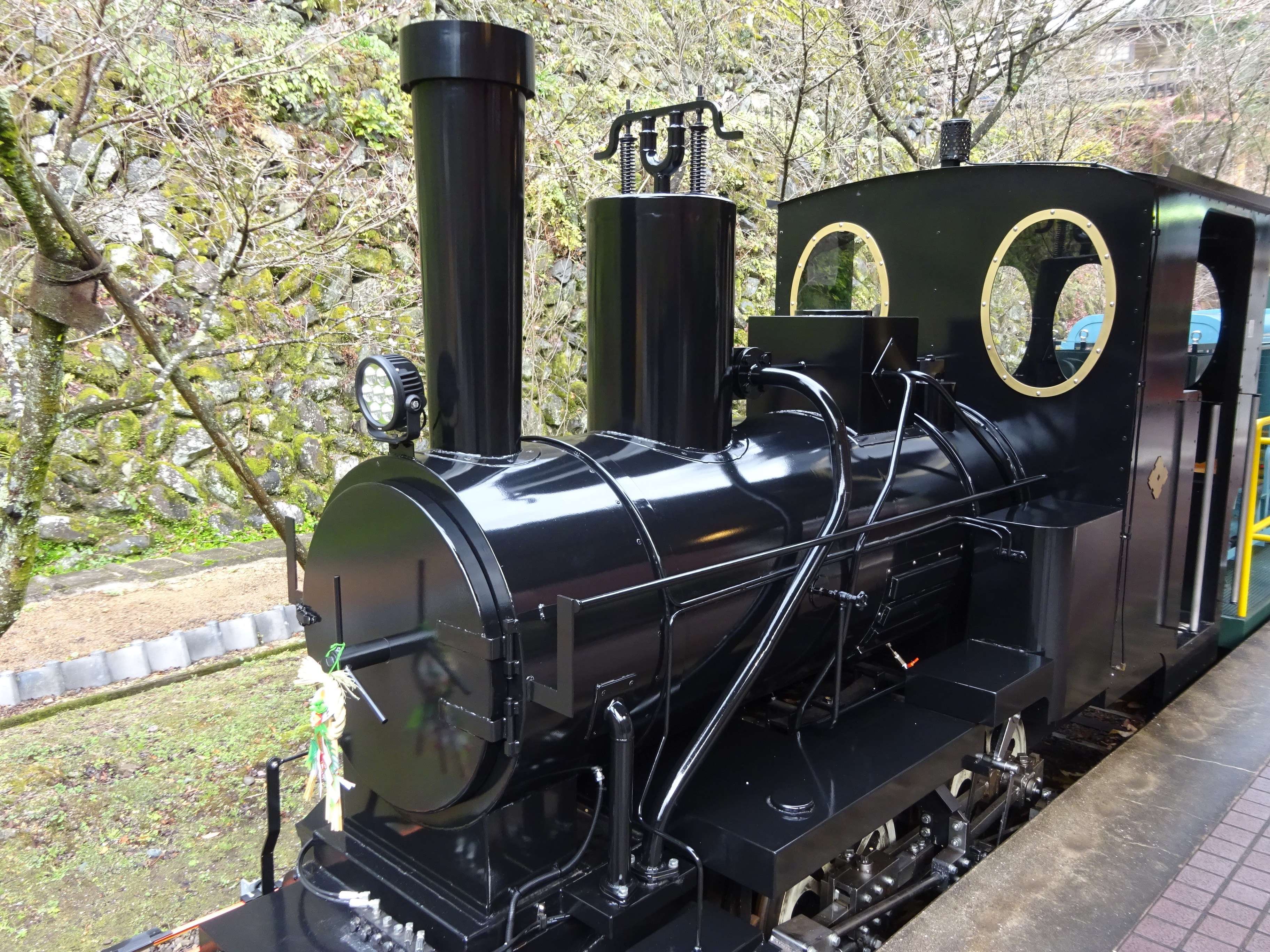
別子1号リニューアル車
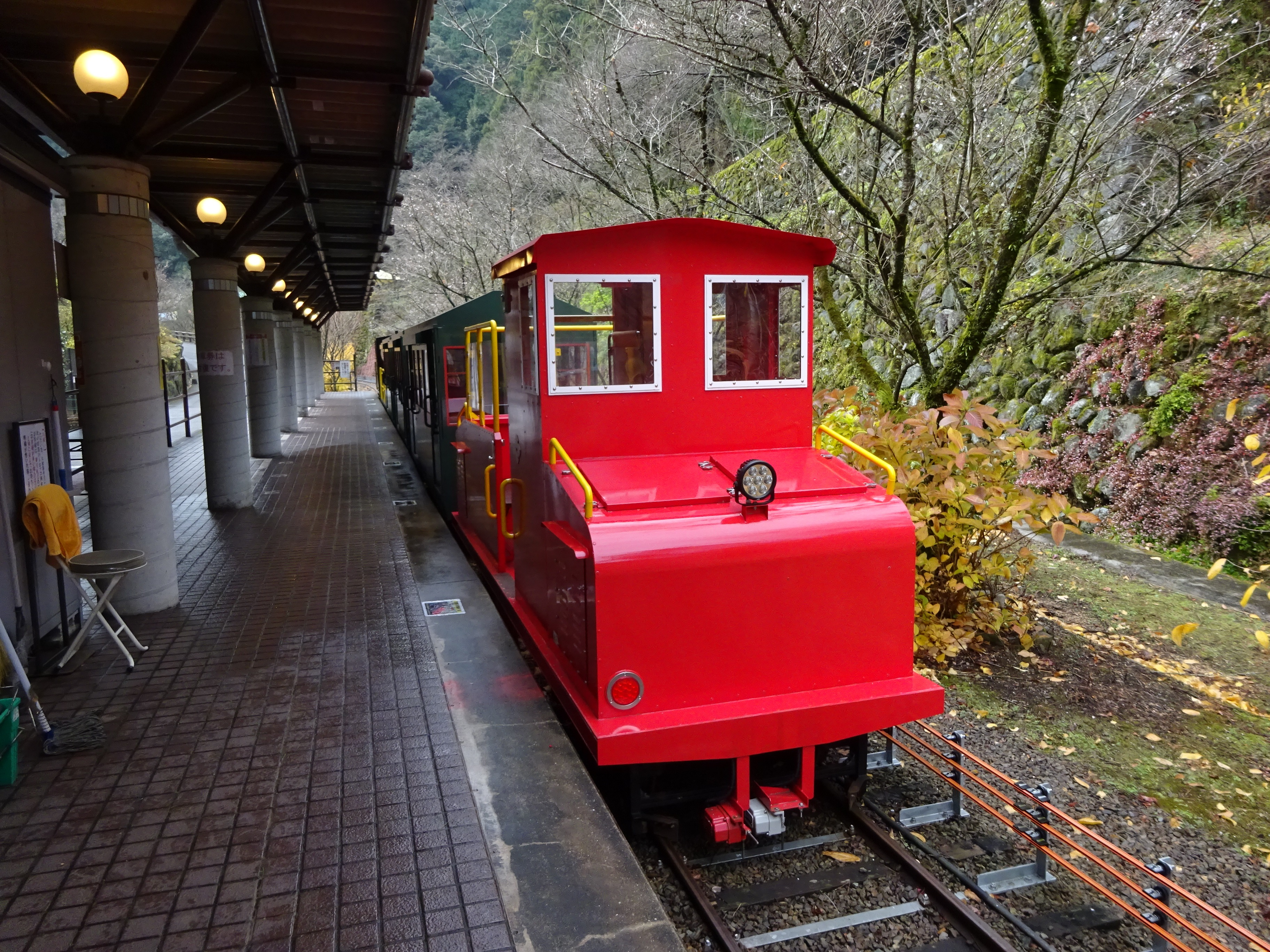
電気機関車
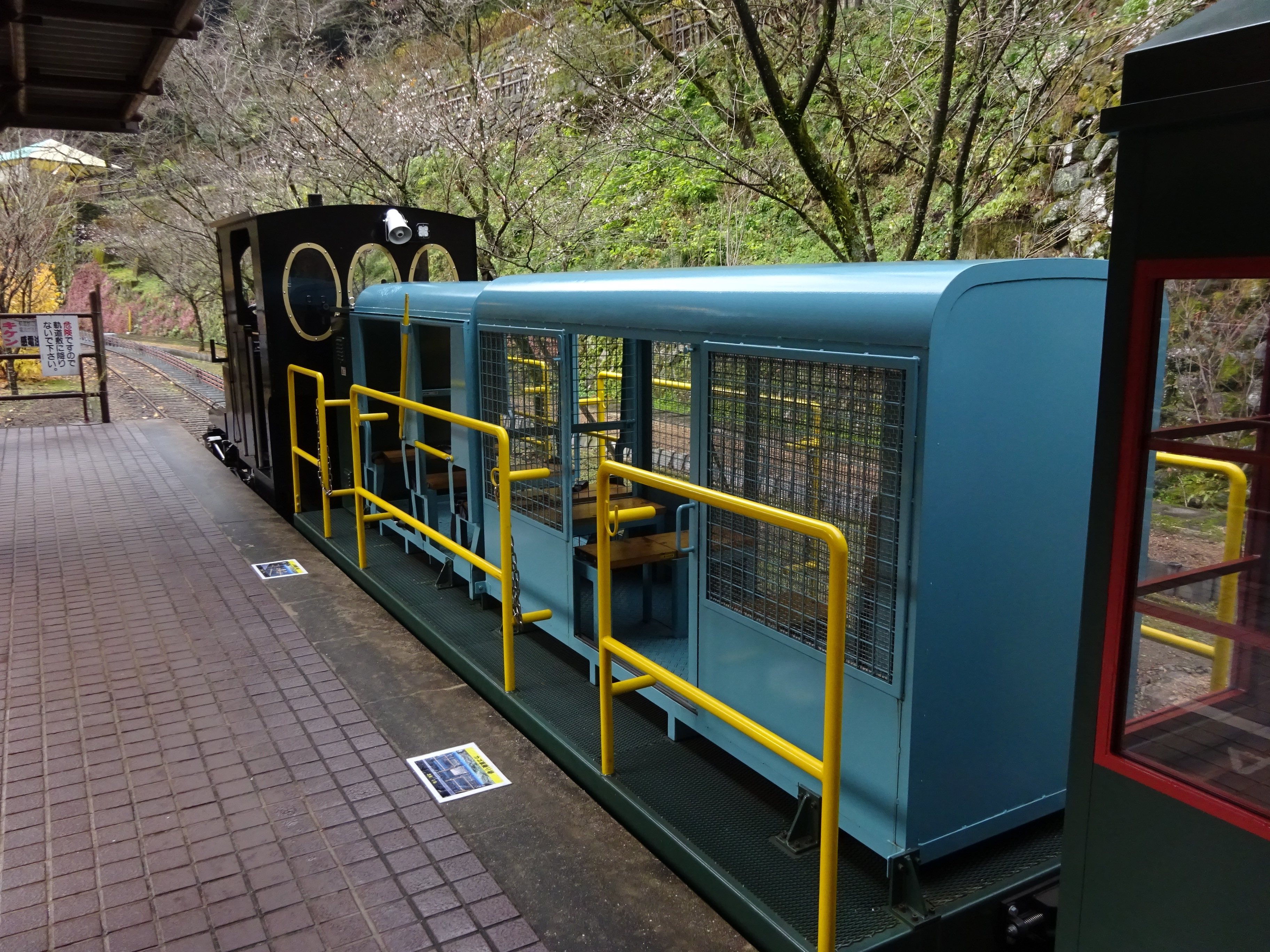
人車
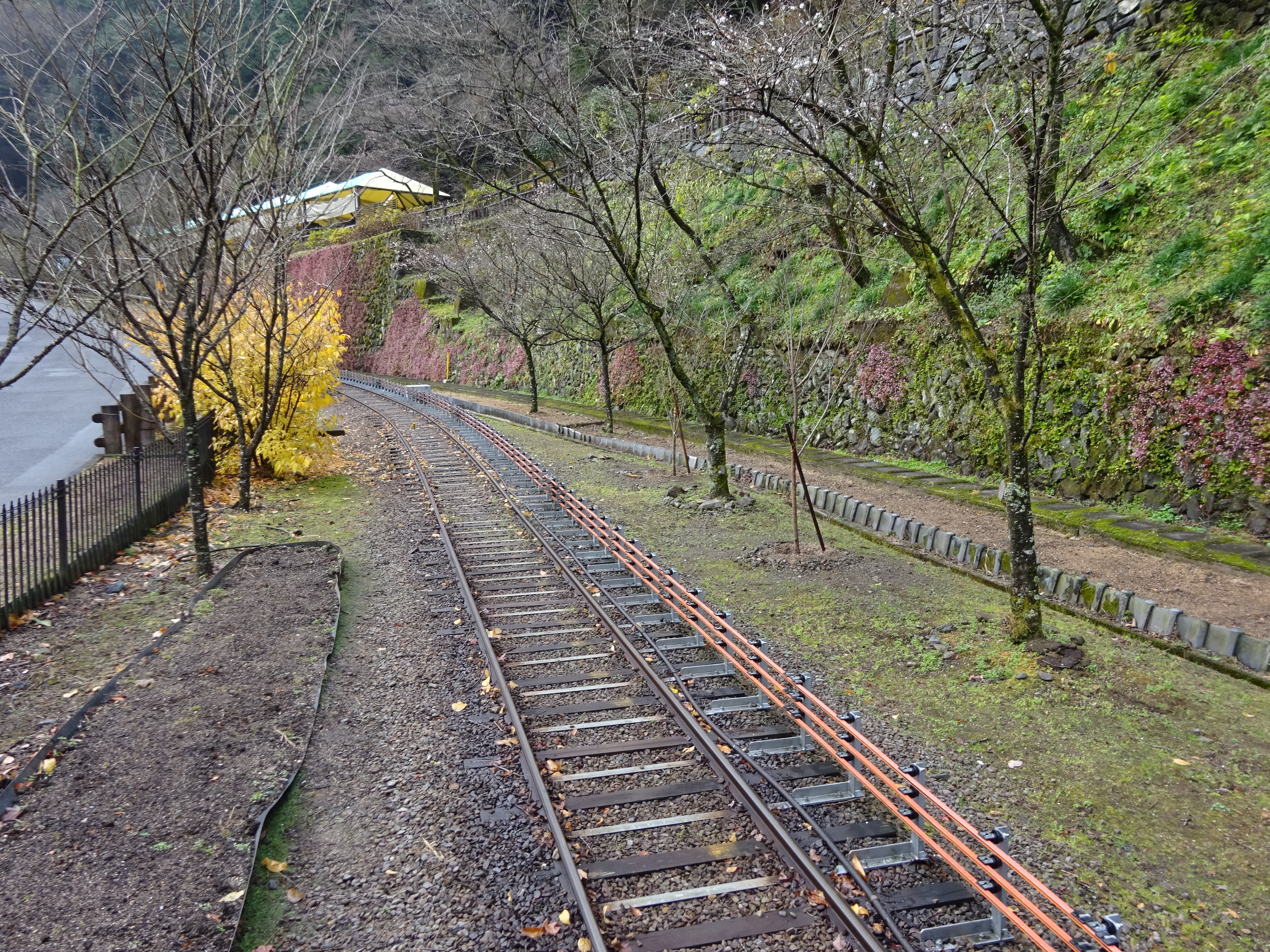
集電は第三軌条方式

### 東平ゾーン

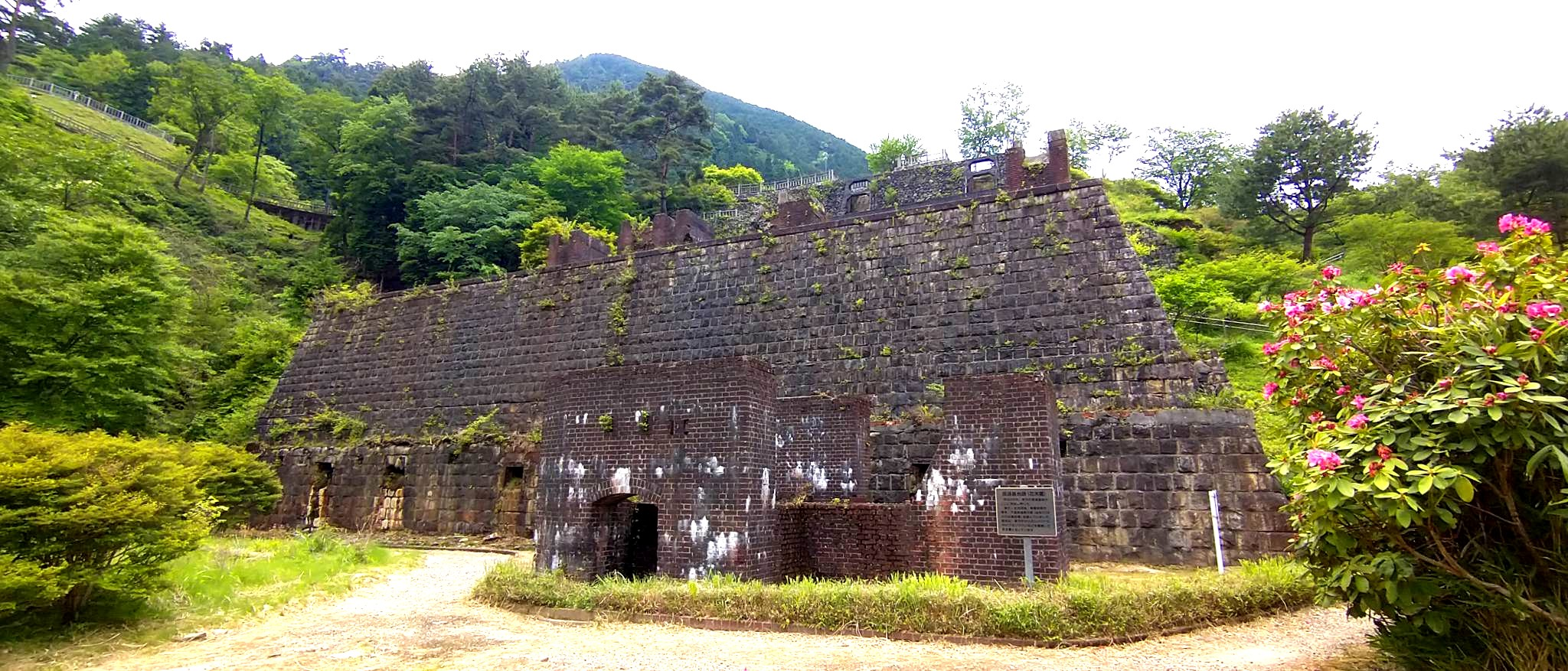
東平の遺跡・貯鉱庫と索道停車場の跡

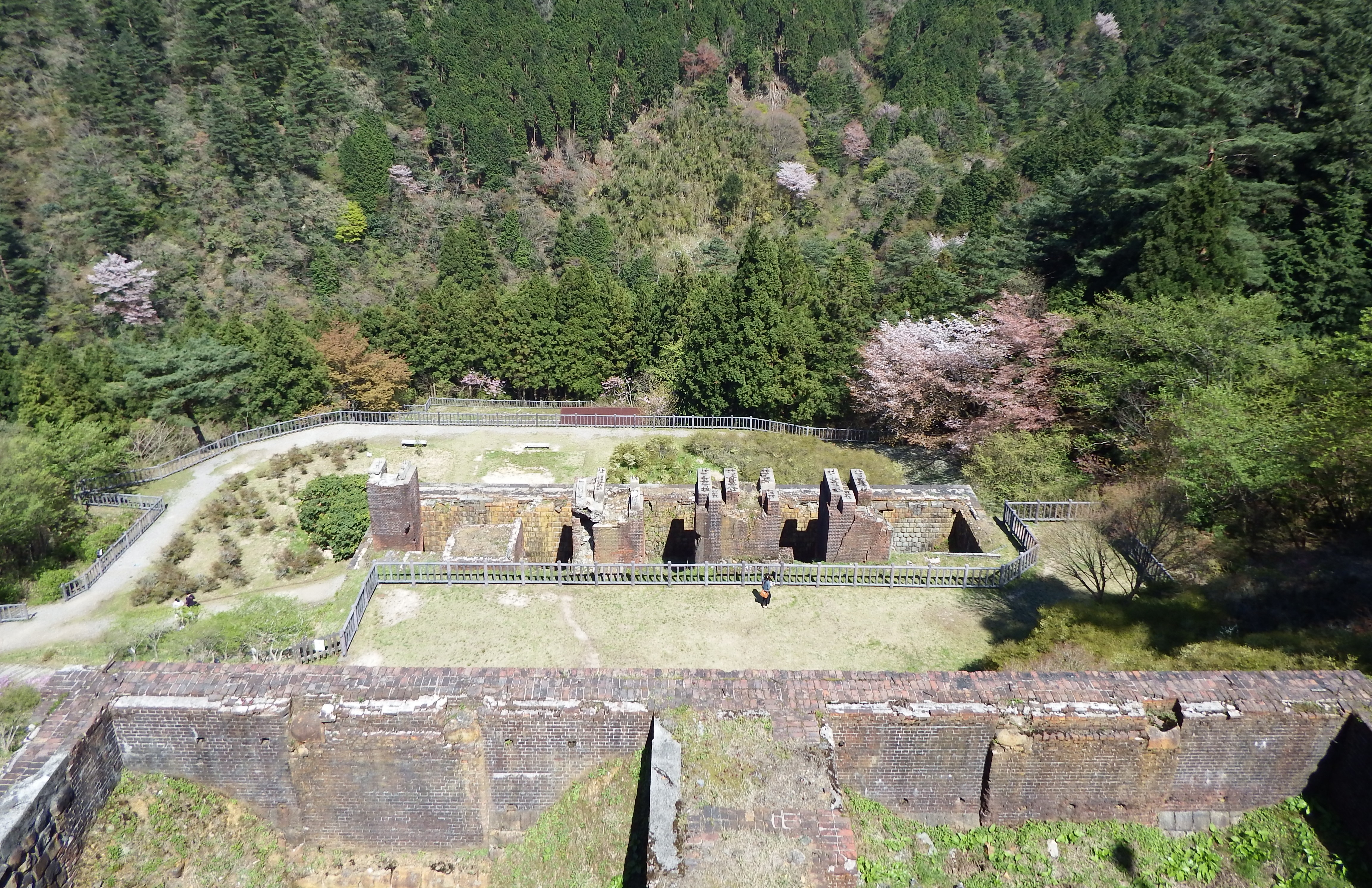
廃墟になったその内部

#### 歴史
端出場ゾーンより更に山側の、標高750m付近に位置する。それまで旧別子の東延にあった別子銅山の採鉱本部が1916年（大正5年）に移って来てから、銅山設備の周りに社宅・小学校・娯楽場・接待館が建てられ、1930年（昭和5年）に採鉱本部が端出場に移された後も、1968年（昭和43年）に閉山するまで賑わった。
その生活の様子を模型や映像を使って紹介したり、銅にまつわる品々を展示したりする「東平歴史資料館」、レンガ造りの旧保安本部を活用して銅板レリーフなどを体験できる「マイン工房」、その他数々の産業遺跡が整備されている。また、旧東平中学校跡地が「銅山の里自然の家」になっていたがその使命を終え閉鎖され更地になった。
現在は天空の歴史遺産「東洋のマチュピチュ」との宣伝文句で利用者数を増やしている。四国八十八景65番に選定。2022年（令和4年）3月19日より2023年（令和5年）3月末まで、県道から東平ゾーンへの進入路が崖崩れのため閉鎖されていたが、同年4月1日に通行を再開した。

#### 史跡
- 東平貯鉱庫跡：1905年（明治38年）頃完成。現在は東平の象徴となっている。
- 東平索道停車場跡：上記設備の下にあり、上記同年完成。端出場と結んでいた。
- 旧保安本部：1904年（明治37年）頃完成。マイン工房として利用中。
- 旧インクライン：傾斜面を走る軌道で、現在は同内を上下移動する220段の階段として利用中。
- 小マンプ：短い方のトンネルで、現在は鉱山運搬機器展示場となっている。
- 大マンプ：長い方のトンネル。
- 第三通洞：1902年（明治35年）完成。標高747m、延長1795m、幅3.35m、高さ3.73mの主要運搬坑道。
- 旧火薬庫：1912年（明治45年）から設置。坑口が横向きに掘られ爆発事故の際に爆風が直接出ない構造。
- 採鉱本部跡：1916年（大正5年）から1928年（昭和3年）までの間、ここに二階建ての採鉱本部があった。
- 旧第三変電所：1904年（明治37年）完成した。内部に入って見学できるものの、設備は無く廃墟である。
- 一の森：標高832m。1915年（大正4年）から1928年（昭和3年）まで大山積神社が祀られていたところで、神社前の100mの円周グランドがあり、祭りや運動会が行われていた。

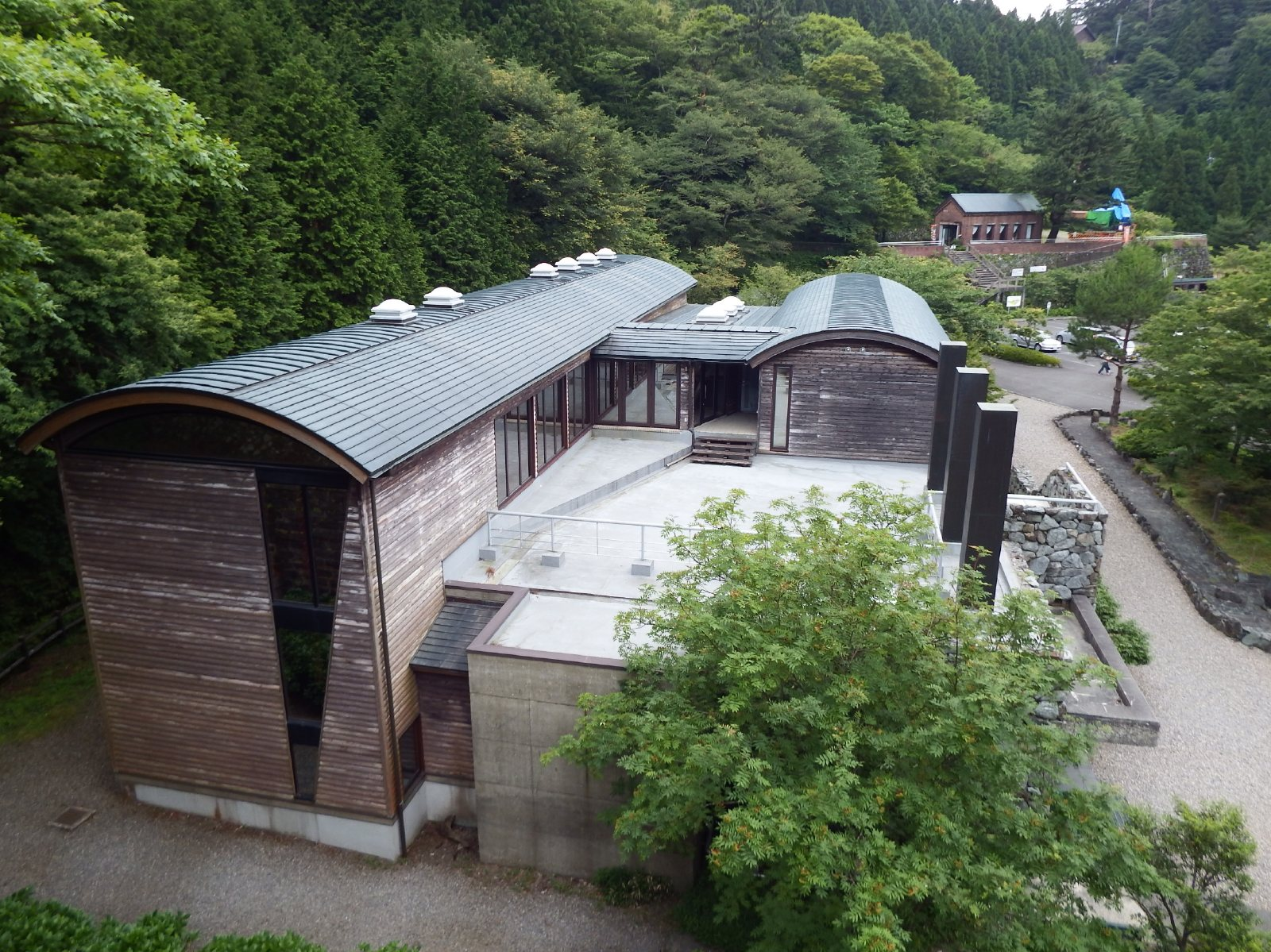
歴史資料館と後方にマイン工房
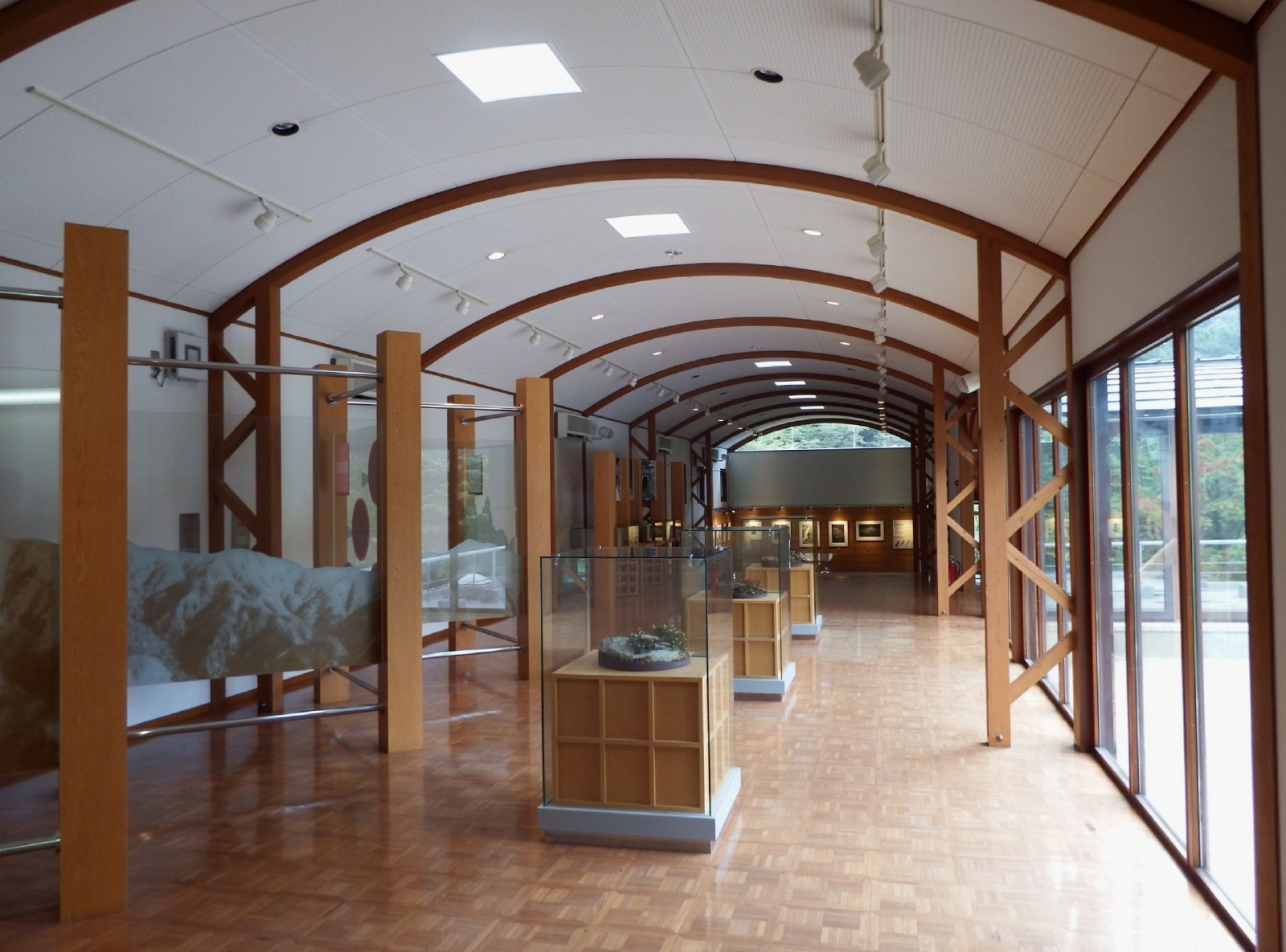
歴史資料館の二階
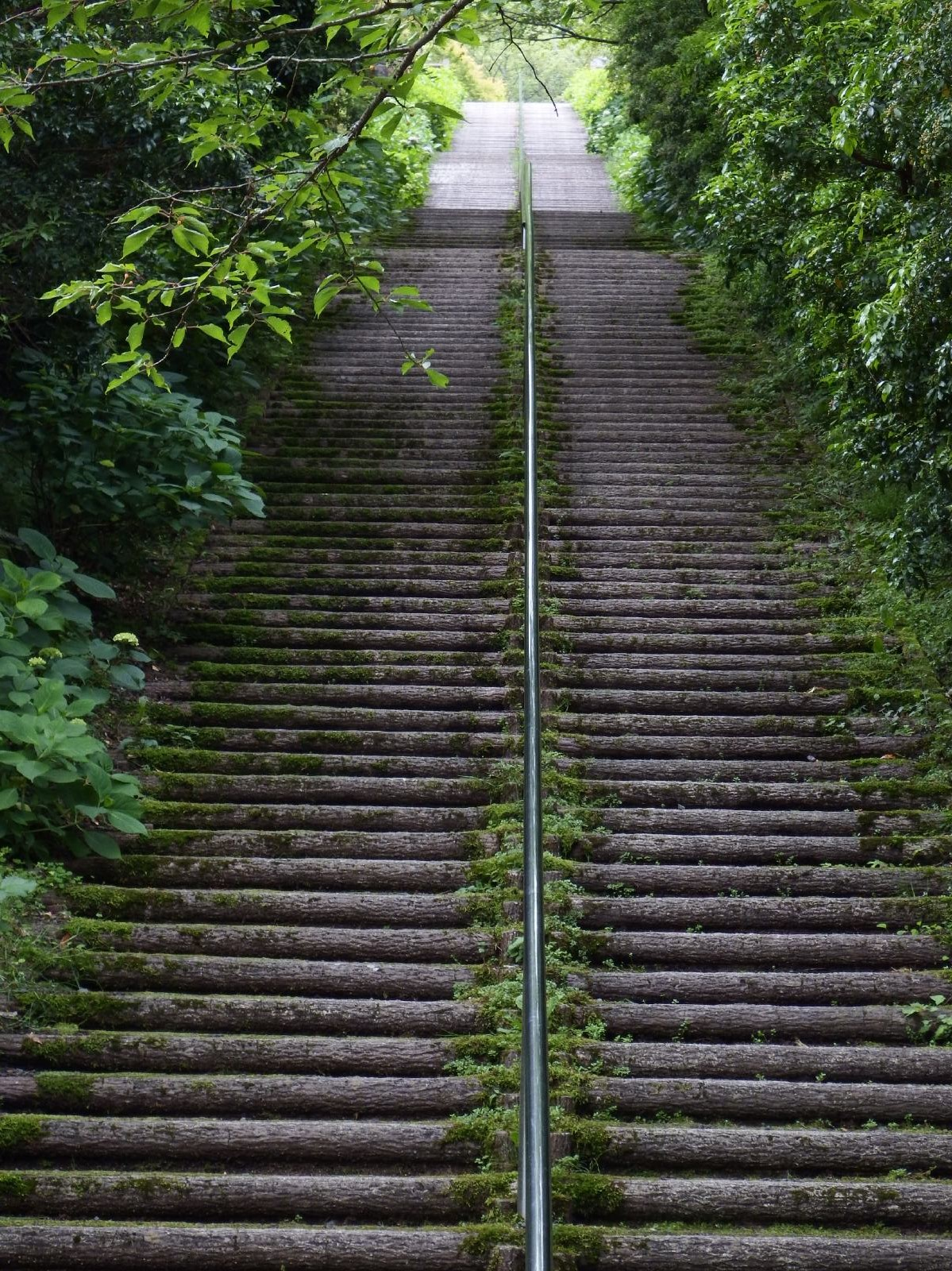
旧インクライン
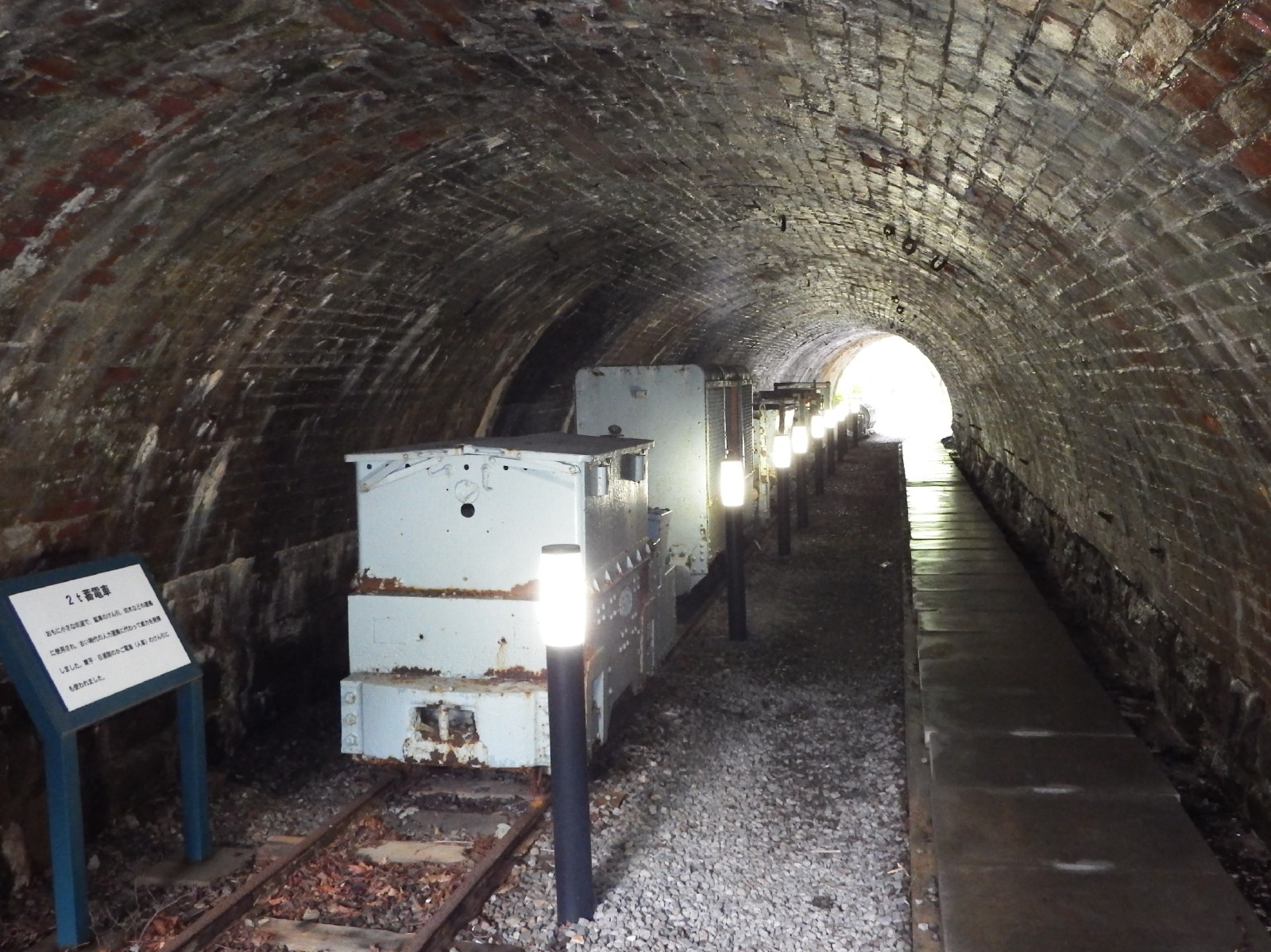
小マンプ
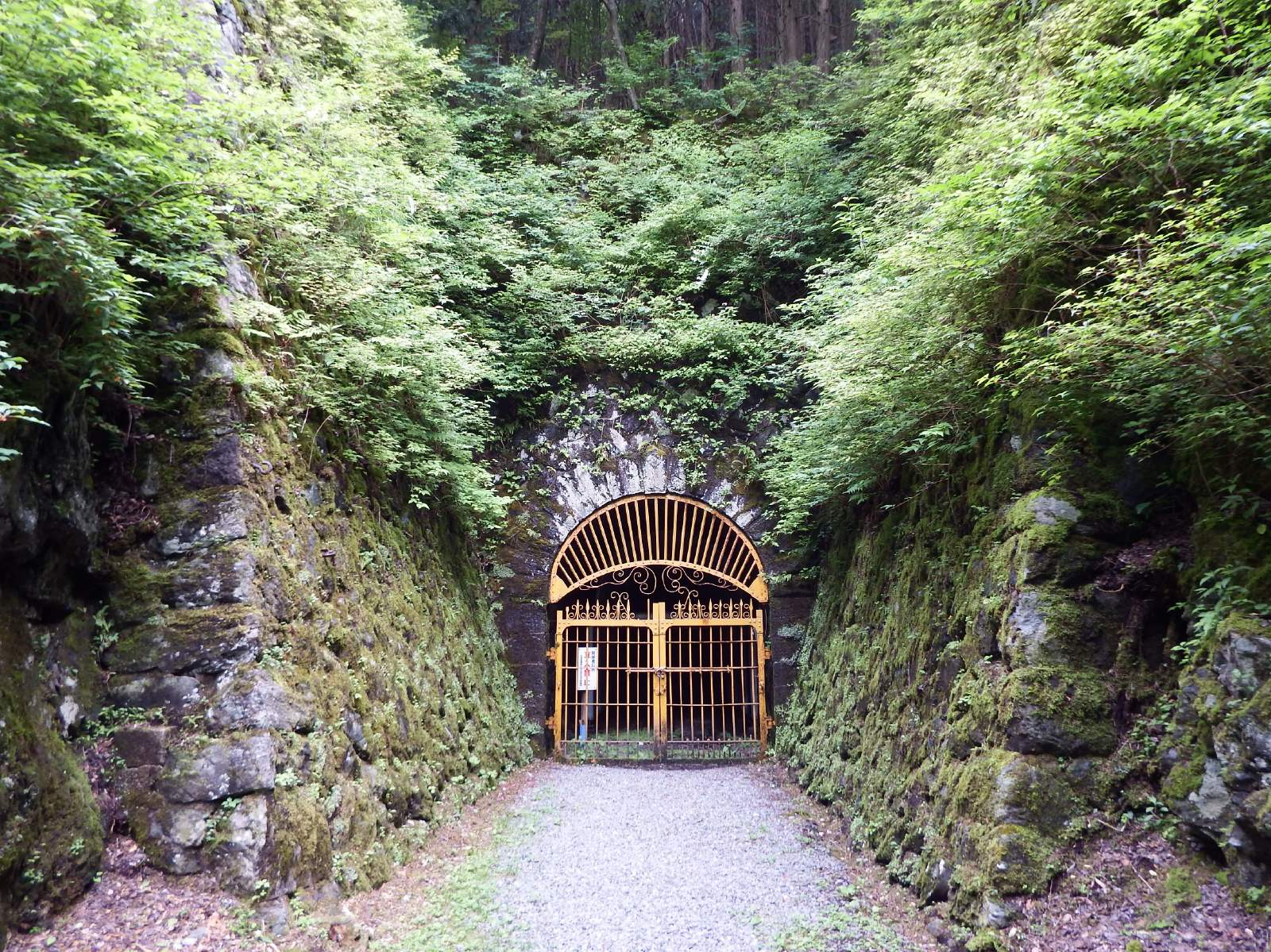
第三通洞
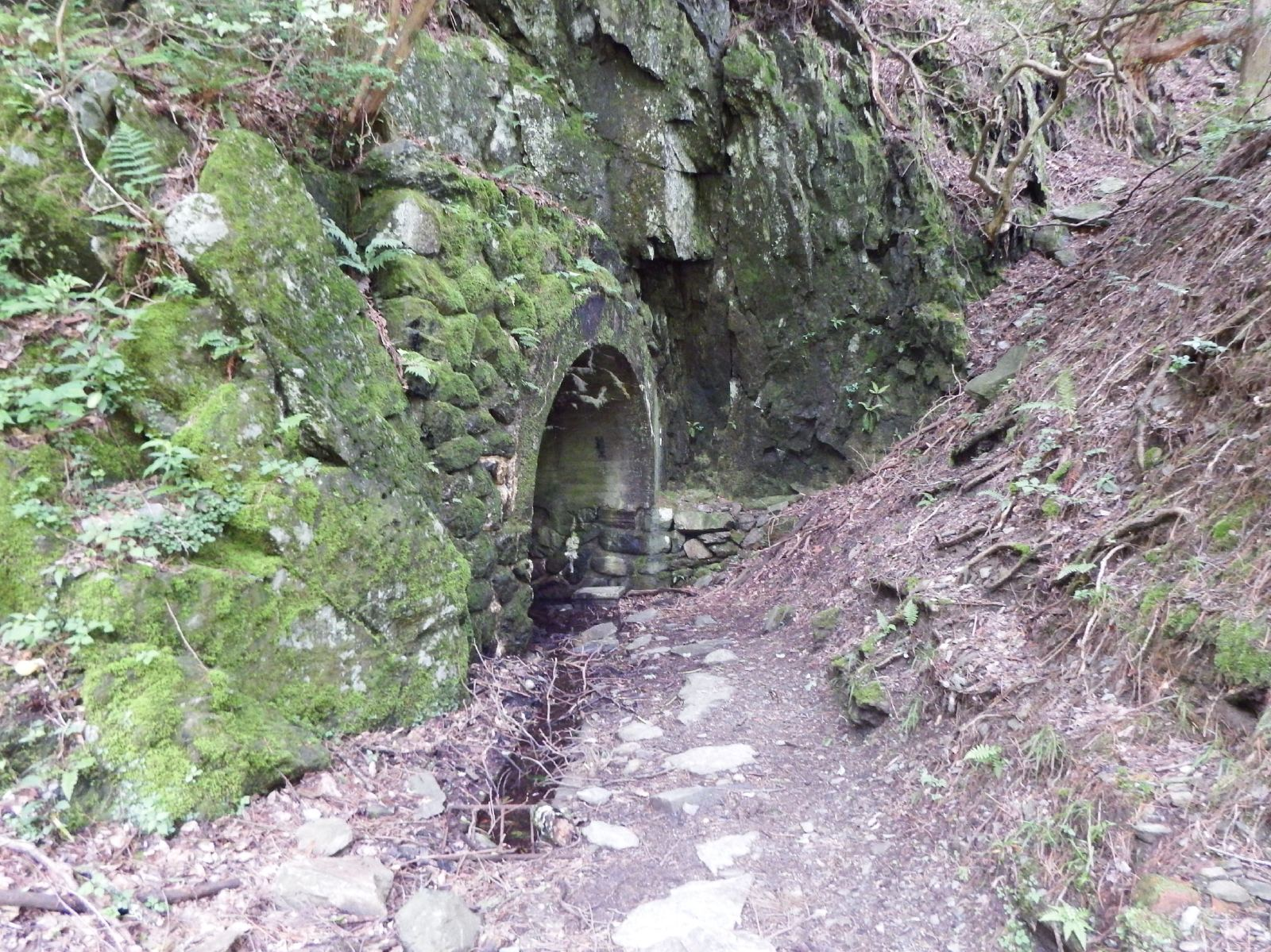
旧火薬庫
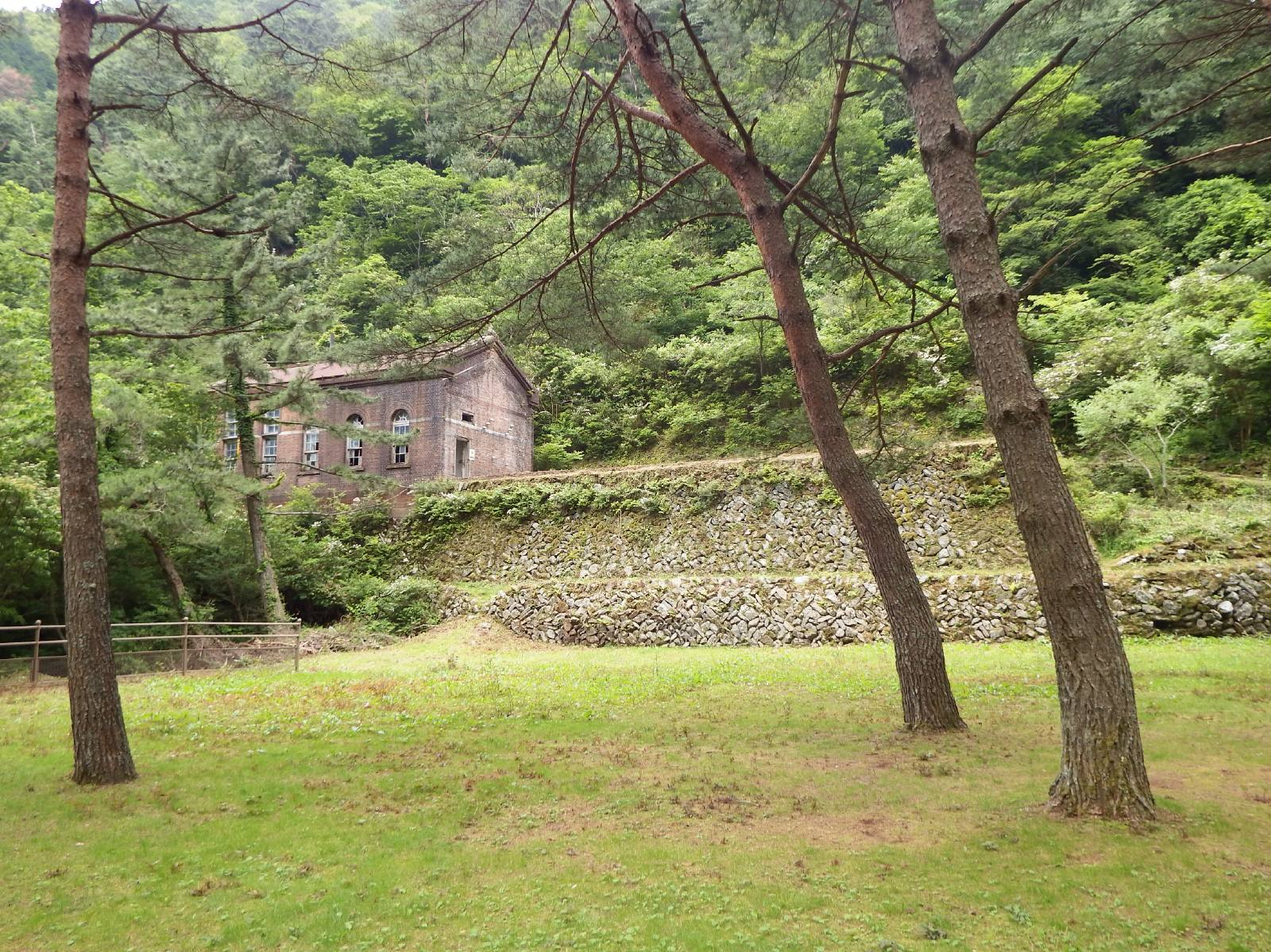
採鉱本部跡
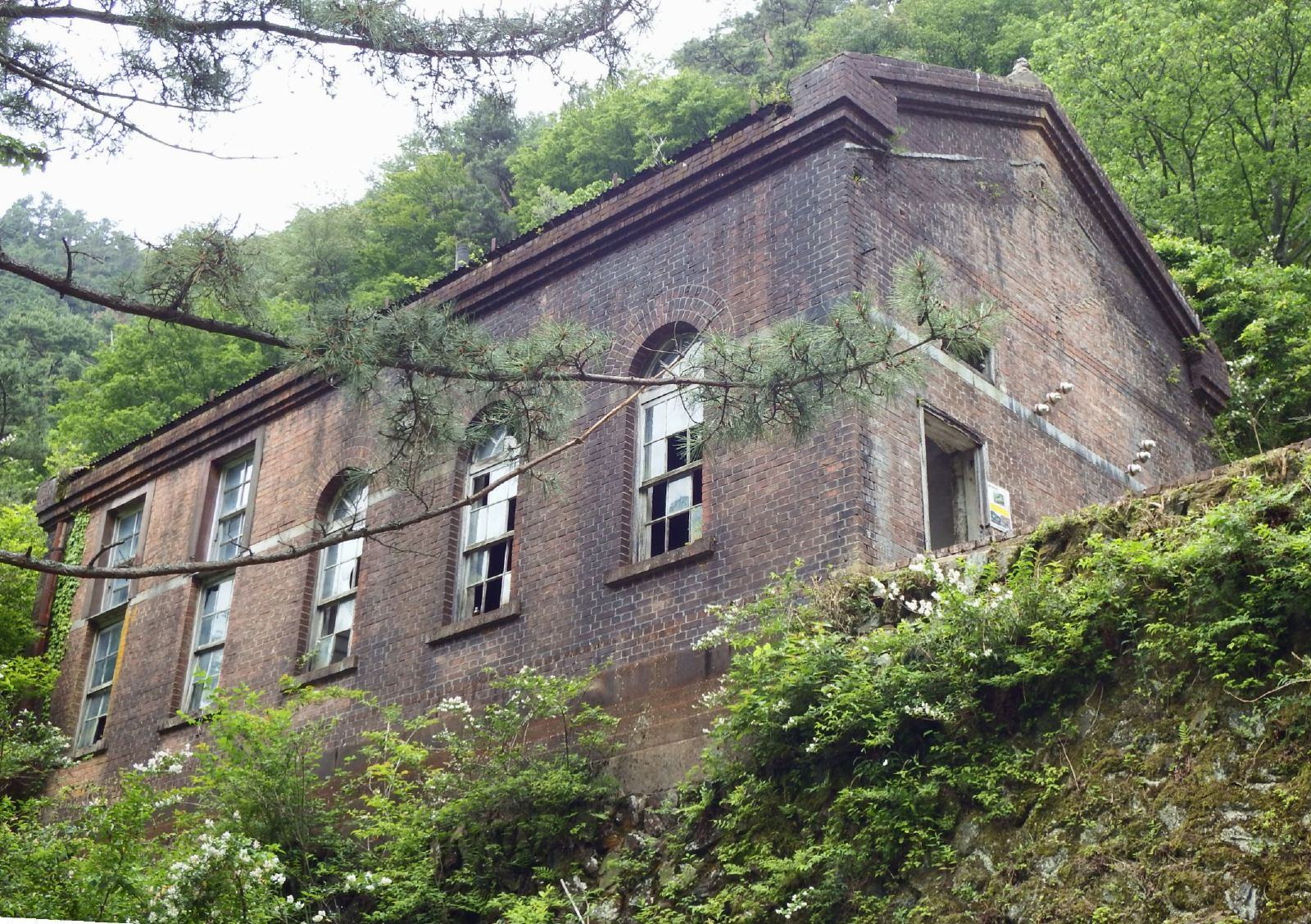
旧第三変電所
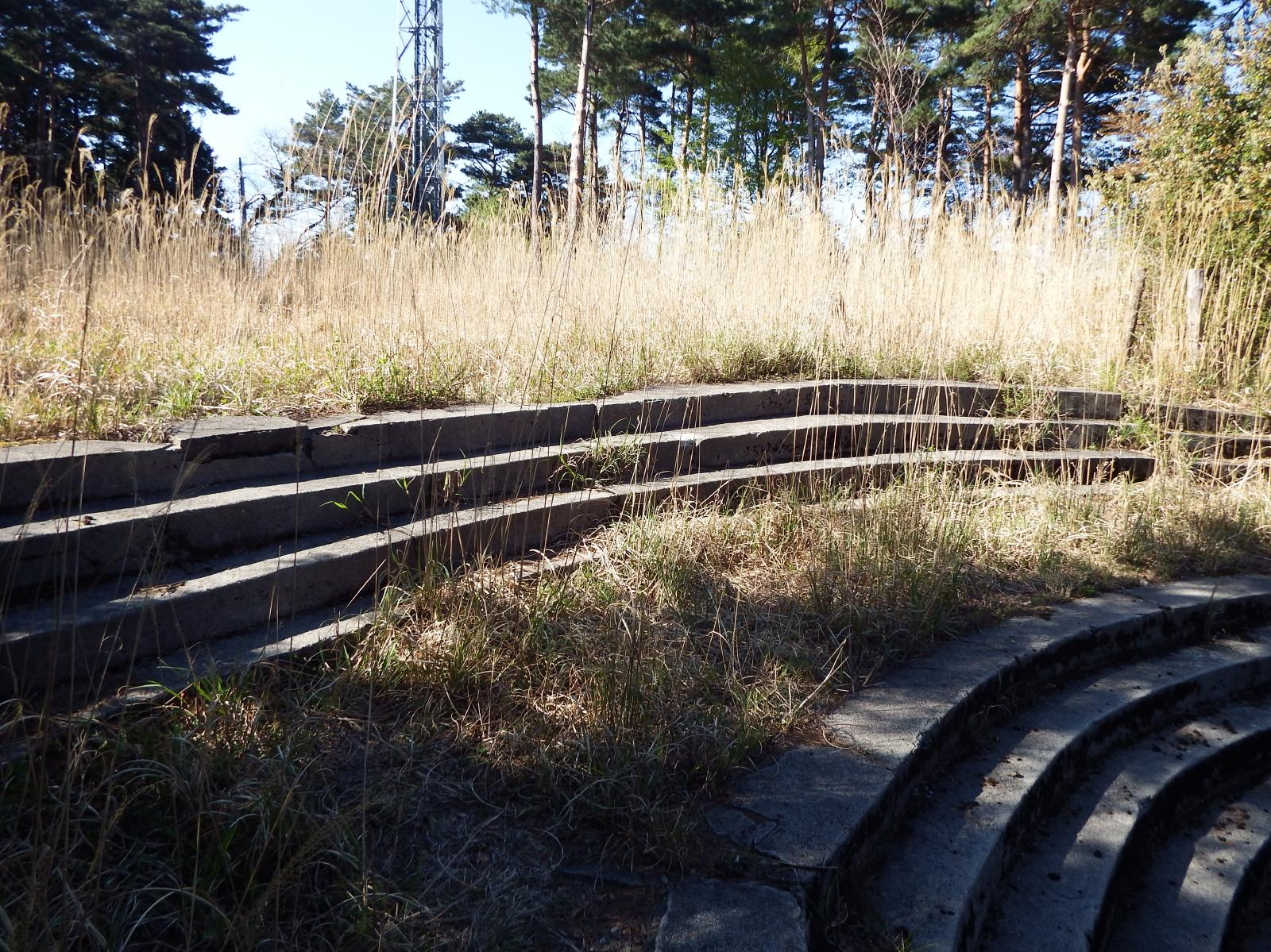
一の森

## 利用案内

### 端出場ゾーン
交通アクセス
JR新居浜駅からせとうちバスもしくは別子山地域バスに乗車。車で約15分。無料大駐車場有。
営業時間・入場料
鉄道往復・鉱山観光（9時冬季は10時 - 最終受付15時50分）1500円（各種割引あり）、温泉入浴（10時 - 最終受付21時）650円（各種割引あり）、岩盤浴（10時 - 最終受付20時半）入浴料＋500円、キッズパーク（10時 - 最終受付16時）2時間550円他、砂金採り（9時半 - 最終受付15時半・季節により営業日変更あり）1000円他、セット料金等あり。旧端出場水力発電所は入場無料。

### 東平ゾーン
交通アクセス
端出場ゾーンから県道47号線を4.7km南進した時雨橋の手前を左折、そこからさらに5km約30分である。無料大駐車場有。端出場ゾーンより6台のマイクロバスで運行されていて、2時間の見学コース（一般は11時発と13時発で2200円、平日5人未満は休止、土日は1人から運行、電話予約で貸し切りバスあり）になっている。
営業時間・入場料
開館時間：午前10時 - 午後5時、休館日：毎週月曜日（祭日の場合は翌日）、冬期は県道からの入り口が閉鎖され当地には行けない。：毎年12月1日 - 2月末日。観光料施設入館料：無料。

## 道の駅マイントピア別子
道の駅マイントピア別子（みちのえき マイントピアべっし）は、愛媛県新居浜市立川町にある愛媛県道47号新居浜別子山線の道の駅である。第1回の道の駅として1993年に登録された。
- 駐車場
  - 普通車：381台
  - 大型車：13台
  - 身障者用：7台
- トイレ
  - 男：大 12器（4器）、小 36器（11器）
  - 女：30器（10器）
  - 身障者用：3器（1器）
  - ※（）内は、駐車場の単独棟で24時間利用可能
- 公衆電話
- 駐車場前の売店小屋・仲持茶屋：いよかんソフトクリームが名物。

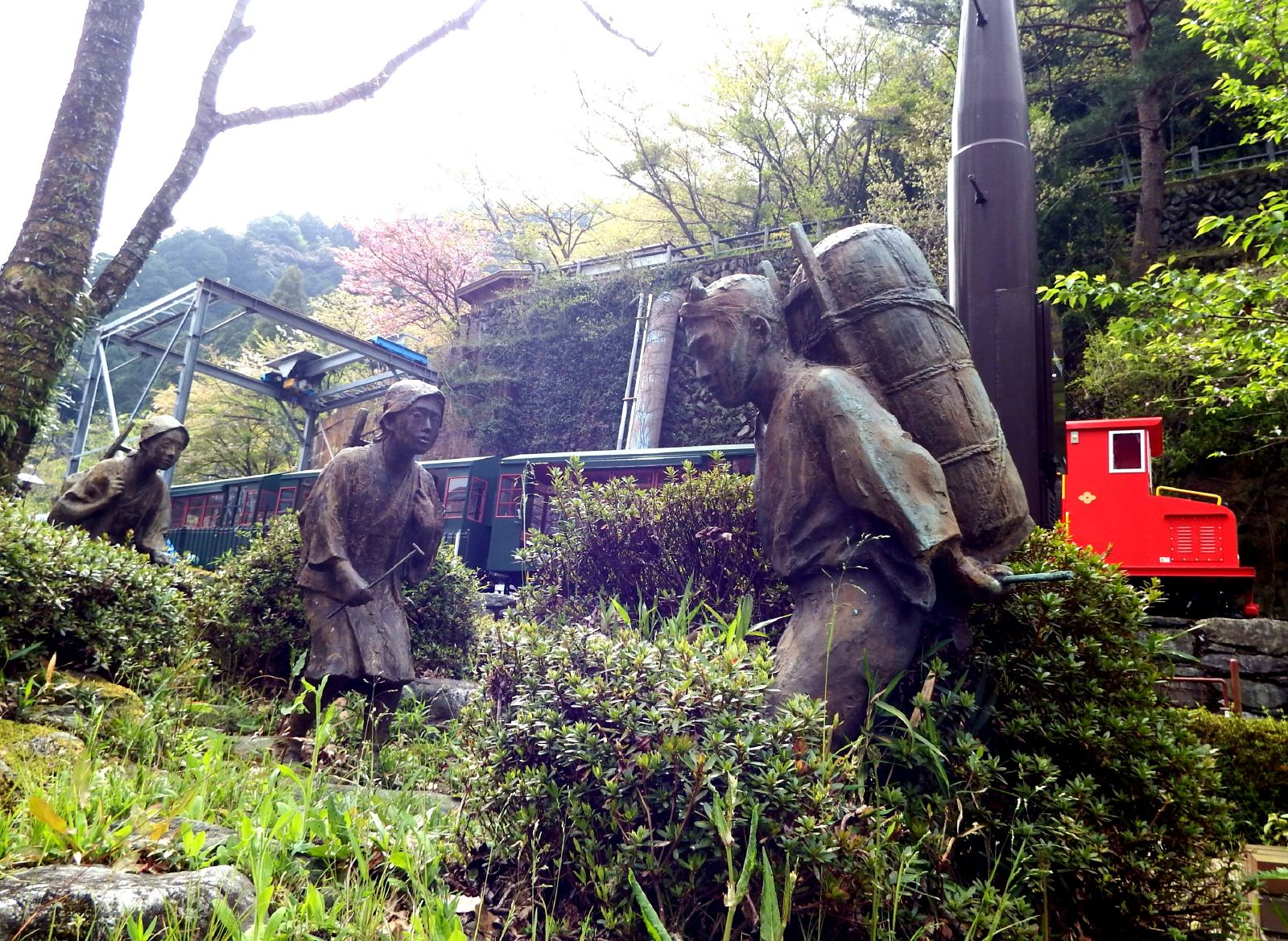
玄関前のモニュメント

- 上記横に休憩コーナー

## 参考事項
旧別子
別子銅山の産業遺産は、端出場ゾーンと東平ゾーンだけでなく、赤石山系の南側にもあり、発祥の地とも言える「旧別子」の遺産群も探訪できるように整備されている。
アクセス：端出場ゾーンより愛媛県道47号新居浜別子山線をさらに南へ30分、別子ダムを越えてすぐの所に登山口がある。無料駐車場9台
別子の由来
4世紀前半のころ存在したと云われる景行天皇（第12代天皇）の第12皇子「武国皇別命（たけくにこうわけのみこ）または武国凝別命（たけくにこりわけのみこと）」が伊予の三村（新居・宇摩・周桑）を治める郡司として君臨して以来、その子孫が営々として三村を治めた。その数代の子孫「意伊古乃別君」や「龍古別君」が別子ラインのある地を治めていた。その別（わけ）の子孫がいた所であることから、別子という名がうまれてきたと云われている。
温泉トラフグ
2016年にイージーエスが、マイントピアの敷地内に4基の水槽を構え、温泉トラフグの養殖に着手し、施設内のレストランでの提供を検討していた。しかし、生育不良で出荷困難であるとして、2018年11月に撤退した。